# NASCAR Cup Series 2017
Navigation
2016 2018

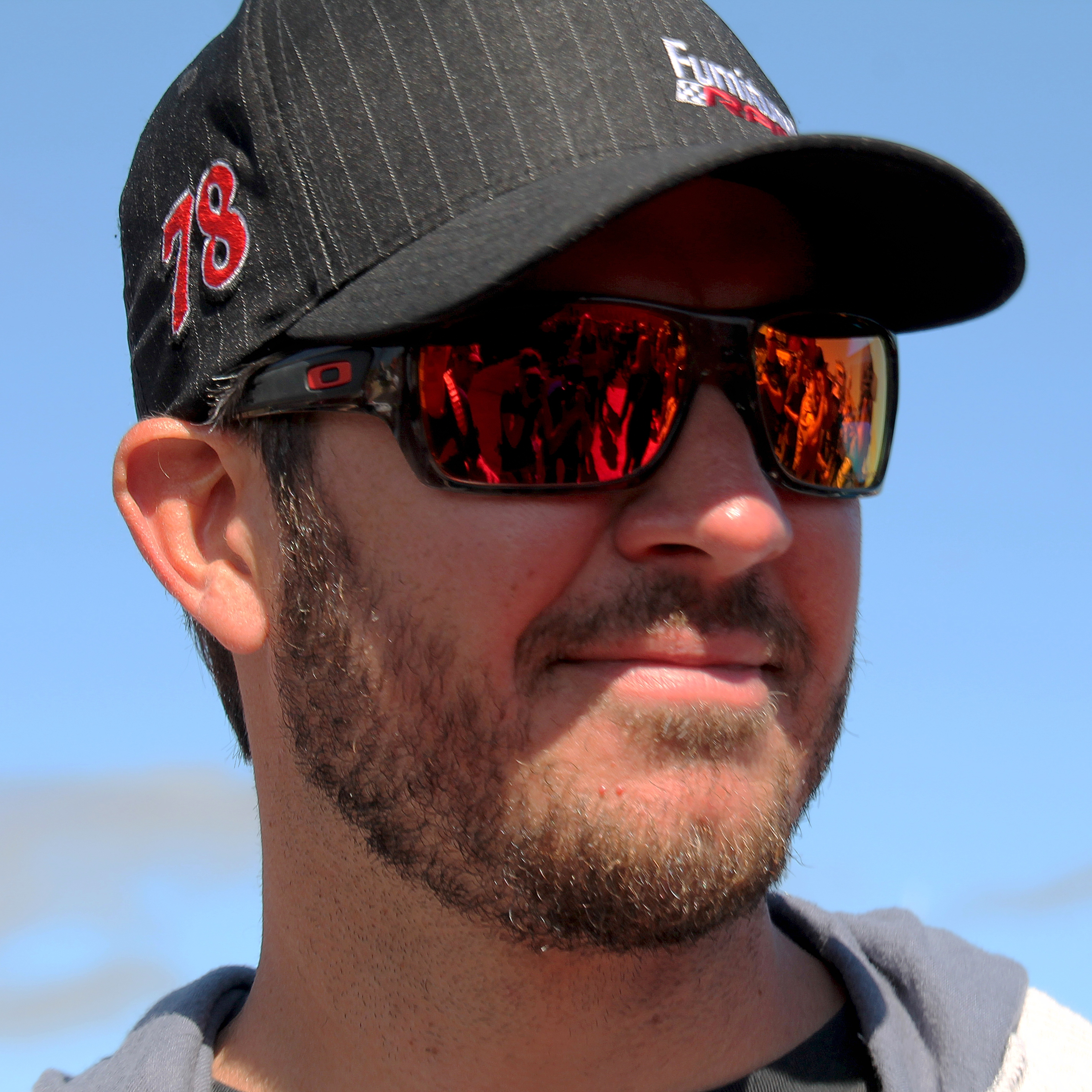
Martin Truex Jr., champion 2017 de la Cup en.

Le NASCAR Cup Series 2017 est la 69e édition du championnat organisé par la NASCAR aux États-Unis et la 46e édition saison de l'ère moderne.
L'événement étant sponsorisé par la société Monster Energy, le nom officiel du championnat est la Monster Energy NASCAR Cup Series 2017 Le logo de la saison a été adapté en fonction de ce changement de sponsoring.
La saison débute au Daytona International Speedway par la course d'exhibition The Clash at Daytona, le Can-Am Duel, et le Daytona 500. Elle se termine lors du Ford EcoBoost 400 au Homestead-Miami Speedway.
Jimmie Johnson y défend son titre de champion au sein de l'équipe Hendrick Motorsports.
Cette saison est d'une part, la troisième année du contrat de dix ans liant la NASCAR avec les chaînes de télévision Fox Sports et NBC Sports et d'autre part la seconde année du contrat de 5 ans la liant avec tous les circuits.

## Repères du début de saison

### Nouveau système de points
Le 23 janvier 2017, à l'occasion d'une conférence de presse, la NASCAR annonce que le format des courses et le système d'attribution des points ont été modifiés. Toutes les courses de la NASCAR Cup Series seront divisées en trois parties :
- première et seconde parties : environ 1/4 de la distance totale (les deux parties ont le même nombre de tours).
- troisième partie : environ 1/2 de la distance totale.

En cas de mauvais temps, de couvre-feu ou d'obscurité, la troisième partie peut être annulée et la course considérée comme terminée après les deux premières parties de course.
Une mise en pause de la compétition se tiendra à la fin de chaque partie pendant laquelle les coureurs pourront éventuellement prendre un arrêt avant le redémarrage de l'étape suivante.
Les dix premiers pilotes à la fin des deux premières parties de course recevront des points comptant pour le championnat (10 pour le premier, 9 pour le second... et 1 pour le dixième).
Le vainqueur final de la course (donc arrivant premier en fin de troisième partie) recevra 40 points. Les pilotes suivants recevront des points selon une échelle dégressive allant de 35 points pour le 2e jusqu'à 2 points pour le 35e et 1 point pour les pilotes classés 36e à 40e. Le gagnant de chaque partie collecte également un point de playoff tandis que le gagnant final en reçoit 5.
Pour la première fois depuis 1971, les courses de qualification du Can-Am Duel pour le Daytona 500 attribueront également des points de championnat. Les dix premiers pilotes de chaque course recevront des points.
Après la première partie de saison (les 26 premières courses), on ne parlera plus de "Chase for the Championship" mais de "Playoffs".
Après ces 26 premières courses, les pilotes ayant gagné une (ou plusieurs) courses seront qualifiés pour les playoffs. Trois cas peuvent se présenter :
- Il y a plus de 16 pilotes qui ont remporté au moins une victoire : les 16 pilotes les mieux classés en fonction des points obtenus au cours de la saison régulière sont qualifiés pour les playoffs.
- Il y a 16 pilotes qui ont remporté au moins une victoire : ces 16 pilotes sont qualifiés pour les playoffs.
- Il y a moins de 16 pilotes ayant remporté au moins une victoire : ces pilotes auxquels s'ajoutent le nombre de pilote nécessaire pour arriver à un total 16 pilotes sont qualifiés pour les playoffs. Ces derniers sont qualifiés en fonction des points obtenus au cours de la saison régulière.

En cas d'égalité, les points de championnat départageront les pilotes.
Les dix premiers du classement établi en fonction du nombre de victoires et des points de championnat recevront des points de playoffs supplémentaires (15 pour le premier, 10 pour le second, 8 pour le troisième, et ainsi de suite jusque 1 pour le dixième).
Arrivés en playoffs, les pilotes qualifiés les débutent avec 2 000 points de championnat auxquels sont ajoutés les points de playoffs obtenus lors de la première partie de la saison. Ces points de playoffs resteront comptabilisés pendant les playoffs mais ne seront plus pris en compte pour les 4 meilleurs pilotes qui se disputeront le titre lors de la dernière course (Championship 4).
Le vice-président exécutif de la NASCAR et responsable du développement des courses Steve O'Donnel a déclaré que le nouveau système de points avait été mis en place pour valoriser chaque victoire et chaque position en course tout au long de la saison. Chaque point pourra faire gagner ou perdre le championnat,.

### Nouvelles règles
De nouvelles règles ont été éditées pendant l'inter-saison :
- Pneus : Les équipes devront commencer la course avec les pneus utilisés pendant les qualifications[6].
- Nombre de pneus : À la suite de recherches communes à Goodyear et la NASCAR, la répartition des pneus a changé pour certaines courses. Les équipes disposeront d'un jeu de pneus en moins pour le Daytona 500, Phoenix, Fontana, Martisville (course du printemps), Bristol, Kansas, Kentucky et Chicagoland. Pour la course d'Homestead, ce seront deux jeux de pneus en moins (ils y disposaient de 12 jeux). Talladega, Sonoma, Daytona (400), New Hampshire, Watkins Glen, et Darlington bénéficieront d'un jeu de pneu supplémentaire[6].
- La vitesse : pour limiter la vitesse sans cesse croissante à Daytona et à Talladega, les plaques de restriction seront réduites, passant de 57/64 à 7/8 de pouce (de 23 à 22 mm)[5].
- Courses sans plaques de restriction : les dimensions du spoiler arrière seront réduites de 3,5 × 61 pouces à 2 ³⁄₈ × 61 pouces (de (89 × 1 549 mm à 60 × 1 549 mm) (elles restent inchangées pour les courses avec plaque de restriction).
- Courses avec plaque de restriction : les voitures devront être équipées d'améliorations structurelles de sécurité y compris un blindage anti-intrusion. Ces mesures peuvent être prises lors des autres courses. D'autres modifications de sécurité seront obligatoires sur toutes les courses, par exemple la révision du montage de la colonne de direction.
- Arrêts aux stands : Les équipes n’auront désormais que cinq minutes pour toute réparation si la Nascar juge la voiture dangereuse. De plus, la voiture devra être déclarée apte à retourner sur le circuit. Pour revenir dans la course, la voiture devra atteindre une vitesse minimale déterminée par les officiels avant l’événement. Scott Miller, vice-président de la Nascar chargé de la sécurité, a déclaré sur NASCAR.com : « Beaucoup de voitures reviennent sur le circuit pour terminer 38e ; or elles n’ont rien à faire sur la piste du simple point de vue de la sécurité. Les débris qu’elles peuvent abandonner ne font qu’occasionner des drapeaux jaunes supplémentaires. » Toutefois, ce point du règlement ne s’appliquera pas à une équipe victime d’un dommage non lié à un accident tel qu’une panne électrique. Une équipe à laquelle s’applique cette nouvelle modification aura toujours le droit de réparer complètement la voiture sans limite de temps et pourra également recourir à la zone des garages pour effectuer les réparations. « On ne dira jamais à un pilote qui casse sa transmission à Watkins Glen ou à Pocono par exemple et contraint de rejoindre les garages en roue libre que la course est finie pour lui ; en effet, il ne représente pas un danger – il s’agit simplement d’une casse mécanique », a précisé Miller[7].

- Excès de vitesse dans les stands :
  - Toute voiture abîmée dépassant la vitesse autorisée dans cette zone perdra quinze secondes du temps accordé pour les réparations ;
  - Trop de mécaniciens de ce côté du muret marquera la fin de la course pour l’équipe. Leur nombre est actuellement fixé à six, à moins que la Nascar ne le spécifie. Si l’équipe envoie trop d’hommes sans l’autorisation des officiels, cette équipe n’aura pas le droit de terminer la course.

### Pilotes
- Clint Bowyer conduit la voiture no 14 de l'équipe Stewart-Haas Racing, à la suite de la retraite en fin de saison de Tony Stewart. Bowyer pilotait pour l'ancienne équipe HScott Motorsports (en) en 2016[8].
- Brian Scott (en), qui pilotait la voiture no 44 chez Richard Petty Motorsports Ford en 2016, a déclaré le 10 novembre 2016 qu'il quittait la compétition NASCAR. Aucun autre pilote ne l'a remplacé dans sa voiture.
- Gray Gaulding (en) entrera en ligne de compte pour le trophée du Rookie of the year en 2017 au volant de la voiture no 30 de l'équipe The Motorsports Group (en) chez qui il avait conduit à l'occasion de trois courses la saison passée.
- Greg Biffle, pilote depuis 1998 au sein de l'équipe Roush Fenway Racing, a quitté cette équipe fin de saison 2016[9]. Il n'a pas trouvé de voiture de remplacement.
- Michael McDowell est pilote titulaire en 2017, après avoir partagé sa place avec Ty Dillon la saison passée[10].
- Jeffrey Earnhardt (en) et Bobby Labonte ne font plus partie de l'équipe Go FAS Racing (en) en 2017.
- Matt DiBenedetto (en) pilote la voiture no 32 au sein de l'équipe Go FAS Racing Ford (en) en remplacement de Jeffrey Earnhardt. En 2016, il avait piloté plusieurs voitures de cette équipe.
- Ty Dillon remplace Casey Mears au volant de la no 13 au sein de l'équipe Germain Racing (en) Chevrolet et pourra disputer le titre de Rookie of the year en 2017.
- Chris Buescher est pilote pour l'équipe JTG Daugherty Racing prêté par Roush Fenway Racing[11]. Il conduisait la Ford Fusion no 34 chez Front Row Motorsports en 2016.
- Landon Cassill (en) remplace Chris Buescher au volant de la no 34. Il pilotait la no 38 en 2016.
- Le 16 décembre, il est annoncé que David Ragan revient au sein de l'équipe Front Row Motorsports au volant de la no 38 qu'il avait déjà pilotée de 2012 à 2015. En 2016, il était le pilote de la no 23 au sein de BK Racing (en).
- Joey Gase (en) pilote la Toyota no 23 pour BK Racing (en) en 2017.
- Elliott Sadler a piloté lors du Daytona 500 pour l'écurie Tommy Baldwin Racing (en) au volant de la no 7.
- En décembre 2016, la NASCAR déclare Dale Earnhardt Jr. médicalement apte à reprendre la compétition en 2017 après avoir raté les 18 dernières courses en 2016. En reconnaissance envers le travail accompli par Alex Bowman, il a laissé ce dernier piloter la voiture no 88 lors du Advance Auto Parts Clash en pré-saison.
- Le 11 janvier 2017, Carl Edwards, 4e lors des NASCAR Sprint Cup Series 2016, annonce sa retraite immédiate. Le même jour, Joe Gibbs Racing déclare que la champion des NASCAR Xfinity Series 2016, Daniel Suárez, le remplace et ce dès Daytona au volant de la Toyota Camry no 19. Il pourra disputer le titre de Rookie of the Year 2017[12].
- Brendan Gaughan (en) a participé au Daytona 500 au sein de l'équipe Beard Motorsports (en).
- Timmy Hill (en) a piloté pour l'équipe Rick Ware Racing lors du Daytona 500. Cody Ware (en), Kevin O'Connell (en), et Stanton Barrett se partageront les courses de la saison.
- Reed Sorenson est pilote au sein de l'équipe Premium Motorsports (en) au volant de la Toyota no 55 lors du Daytona 500. L'équipe roulera en Toyota dans les courses avec plaques de restriction et en Chevrolet les autres courses.
- Gray Gaulding (en) disputera le titre de Rookie of the Year au volant de la Toyota no 23 pour l'équipe BK Racing (en) lors de 33 courses et au volant de la Toyota no 83 lors de 2 courses. Il ne lui a pas été autorisé de participer au Daytona 500.
- Michael Waltrip a déclaré qu'il pilotera au Daytona 500, la Toyota Aaron no 15 pour l'équipe Premium Motorsports (en). Ce fut son dernier départ en course NASCAR.
- Cole Whitt (en) pilotera la Ford no 72 pour TriStar Motorsports (en) toute la saison 2017. Whitt avait piloté différentes voitures de l'équipe Premium Motorsports (en) en 2016.
- Corey LaJoie pilotera la Toyota no 83 pour BK Racing (en) lors de 14 courses.
- L'ancien vainqueur du Daytona 500, Derrike Cope reviendra en Cup Series au volant de la no 55 au sein de l'équipe Premium Motorsports (en) pour un programme limité mais avec possibilité d'extension à la saison complète en fonction du sponsoring débutant en mars à Atlanta[13].
- Aric Almirola souffre d'une fracture de compression dans le dos à la suite de son accident lors de la course de Kansas. Il restera de 8 à 12 semaines au repos. C'est Regan Smith qui pilotera la voiture no 43 à Charlotte et à Dover tandis que c'est Darrell Wallace Jr., pilote d'Xfinity Series, qui prendra le volant ensuite jusqu'au retour d'Almirola, exception faite de la course sur circuit routier de Sonoma où c'est Billy Johnson conduira (celui-ci pilote sur les circuits routiers en Xfinity series pour le compte de l'écurie Roush-Fenway Racing).
- Josh Bilicki, Tommy Regan, Kevin O'Connell, Billy Johnson (en) et Alon Day feront tous leurs débuts en Cup series lors de la course sur le circuit routier de Sonoma.

### Manufacturiers
- Stewart-Haas Racing passe de Chevrolet à Ford. Dans le cadre de cette transition, l'équipe Roush-Yates leur fournira des moteurs[14].
- Pour la saison 2017, Toyota a mis à jour ses voitures pour correspondre à la nouvelle Toyota Camry 2018. C'est la première fois que Toyota développe simultanément la version de course d'un véhicule en même temps que la version commercialisée[15].

### Courses
Le calendrier complet de la saison 2017 a été dévoilé le 5 mai 2016. Il prévoit 36 courses comptant pour le championnat, ainsi que deux courses d'exhibition (le Clash et le All-Star Race) et une course de qualification pour le Daytona 500 (le Can-Am Duel).
Il y aura un événement important en début de saison puisque l'Atlanta Motor Speedway accueillera la 2500e course de la NASCAR.
Voici les changements importants par rapport à la saison 2016 :
- Le Daytona 500 se déroule une semaine plus tard que de coutume.
- Le O'Reilly Auto Parts 500 au Texas Motor Speedway est déplacé du samedi soir au dimanche après-midi.
- L'AAA 400 Drive for Autism est décalé et replacé entre le Coca-Cola 600 et l'Axalta "We Paint Winners" 400.
- Les courses de Bristol (Bass Pro Shops NRA Night Race) et de Michigan (Pure Michigan 400) permutent leurs dates du mois d'août par rapport à la saison 2016 rétablissant ainsi l'ordre qui avait prévalu jusqu'en 2015 mais qui avait été modifié pour permettre à la NBC de retransmettre les Jeux Olympiques d'été de 2016.
- Les courses de Talladega (Alabama 500) et de Kansas (Hollywood Casino 400) permutent leurs dates en octobre.
- Le weekend de repos revient au mois d'août entre les courses de Bristol (Bass Pro Shops NRA Night Race) et de Darlington (Bojangles' Southern 500).
- Pour ce qui concerne les retransmissions télévisées, les courses à Indianapolis, Bristol (été), et Talladega (automne) seront retransmises par la NBC (au lieu de la NBCSN) et les courses à Darlington, Charlotte (automne) et Kansas (automne) seront retransmises par la NBCSN (au lieu de la NBC). La course de Watkins Glen revient sur la NBCSN après son transfert sur la chaîne USA (la saison 2016, la NBC n'avait pas su retransmettre les courses privilégiant la retransmission des Jeux Olympiques d'été)[17].

## Engagés
| Icône | Légende    |
| ----- | ---------- |
| R     | Rookie Cup |

| Marques               | Équipes                                 | N° | Pilotes                | Cat. | Manches | Chefs d'équipe                |
| --------------------- | --------------------------------------- | -- | ---------------------- | ---- | ------- | ----------------------------- |
| Chevrolet             | Chip Ganassi Racing                     | 1  | Jamie McMurray         |      | Toutes  | Matt McCall                   |
| Chevrolet             | Chip Ganassi Racing                     | 42 | Kyle Larson            |      | Toutes  | Chad Johnston                 |
| Chevrolet             | Circle Sport-The Motorsports Group (en) | 33 | Jeffrey Earnhardt (en) |      | Toutes  | Pat Tryson                    |
| Chevrolet             | Germain Racing (en)                     | 13 | Ty Dillon              | R    | Toutes  | Bootie Barker                 |
| Chevrolet             | Hendrick Motorsports                    | 5  | Kasey Kahne            |      | Toutes  | Keith Rodden                  |
| Chevrolet             | Hendrick Motorsports                    | 24 | Chase Elliott          |      | Toutes  | Alan Gustafson                |
| Chevrolet             | Hendrick Motorsports                    | 48 | Jimmie Johnson         |      | Toutes  | Chad Knaus                    |
| Chevrolet             | Hendrick Motorsports                    | 88 | Dale Earnhardt Jr.     |      | Toutes  | Greg Ives                     |
| Chevrolet             | JTG Daugherty Racing                    | 37 | Chris Buescher         |      | Toutes  | Trent Owens                   |
| Chevrolet             | JTG Daugherty Racing                    | 47 | A. J. Allmendinger     |      | Toutes  | Randall Burnett               |
| Chevrolet             | Leavine Family Racing (en)              | 95 | Michael McDowell       |      | Toutes  | Todd Parrott                  |
| Chevrolet             | Richard Childress Racing                | 3  | Austin Dillon          |      | Toutes  | Slugger Labbe                 |
| Chevrolet             | Richard Childress Racing                | 27 | Paul Menard            |      | Toutes  | Matt Borland                  |
| Chevrolet             | Richard Childress Racing                | 31 | Ryan Newman            |      | Toutes  | Luke Lambert                  |
| Chevrolet             | Tommy Baldwin Racing (en)               | 7  | Elliott Sadler         |      | 1       | Kenneth Davis                 |
| Chevrolet             | Beard Motorsports (en)                  | 75 | Brendan Gaughan (en)   |      | 1       | Darren Shawm                  |
| Chevrolet             | Rick Ware Racing                        | 51 | Timmy Hill (en)        |      | 4       | Carlos Contreras 1 Joe Lax 35 |
| Chevrolet             | Rick Ware Racing                        | 51 | Cody Ware (en)         |      | 1       | Carlos Contreras 1 Joe Lax 35 |
|                       |                                         |    |                        |      |         |                               |
| Ford                  | Front Row Motorsports                   | 34 | Landon Cassill (en)    |      | Toutes  | Donnie Wingo                  |
| Ford                  | Front Row Motorsports                   | 38 | David Ragan            |      | Toutes  | Derrick Finley                |
| Ford                  | Go FAS Racing (en)                      | 32 | Matt DiBenedetto (en)  |      | Toutes  | Gene Nead                     |
| Ford                  | Richard Petty Motorsports               | 43 | Aric Almirola          |      | Toutes  | Drew Blickensderfer           |
| Ford                  | Roush Fenway Racing                     | 6  | Trevor Bayne           |      | Toutes  | Matt Puccia                   |
| Ford                  | Roush Fenway Racing                     | 17 | Ricky Stenhouse Jr.    |      | Toutes  | Brian Pattie                  |
| Ford                  | Team Penske                             | 2  | Brad Keselowski        |      | Toutes  | Paul Wolfe                    |
| Ford                  | Team Penske                             | 22 | Joey Logano            |      | Toutes  | Todd Gordon                   |
| Ford                  | Stewart-Haas Racing                     | 4  | Kevin Harvick          |      | Toutes  | Rodney Childers               |
| Ford                  | Stewart-Haas Racing                     | 10 | Danica Patrick         |      | Toutes  | Billy Scott                   |
| Ford                  | Stewart-Haas Racing                     | 14 | Clint Bowyer           |      | Toutes  | Mike Bugarewicz               |
| Ford                  | Stewart-Haas Racing                     | 41 | Kurt Busch             |      | Toutes  | Tony Gibson                   |
| Ford                  | TriStar Motorsports (en)                | 72 | Cole Whitt (en)        |      | Toutes  | Frank Kerr                    |
| Ford                  | Wood Brothers Racing                    | 21 | Ryan Blaney            |      | Toutes  | Jeremy Bullins                |
|                       |                                         |    |                        |      |         |                               |
| Toyota                | BK Racing (en)                          | 23 | Joey Gase (en)         |      | 3       | Patrick Donahue               |
| Toyota                | BK Racing (en)                          | 23 | Gray Gaulding (en)     | R    | 33      | Patrick Donahue               |
| Toyota                | BK Racing (en)                          | 83 | Corey LaJoie           | R    | 14      | Doug Richert                  |
| Toyota                | BK Racing (en)                          | 83 | Gray Gaulding (en)     | R    | 2       | Doug Richert                  |
| Toyota                | Furniture Row Racing                    | 77 | Erik Jones             | R    | Toutes  | Chris Gayle                   |
| Toyota                | Furniture Row Racing                    | 78 | Martin Truex Jr.       |      | Toutes  | Cole Pearn                    |
| Toyota                | Joe Gibbs Racing                        | 11 | Denny Hamlin           |      | Toutes  | Mike Wheeler                  |
| Toyota                | Joe Gibbs Racing                        | 18 | Kyle Busch             |      | Toutes  | Adam Stevens                  |
| Toyota                | Joe Gibbs Racing                        | 19 | Daniel Suárez          |      | Toutes  | Dave Rogers                   |
| Toyota                | Joe Gibbs Racing                        | 20 | Matt Kenseth           |      | Toutes  | Jason Ratcliff                |
| Toyota                | Gaunt Brothers Racing (en)              | 96 | D. J. Kennington       |      | 1       | Keith Hinkein                 |
|                       |                                         |    |                        |      |         |                               |
| Chevrolet 32 Toyota 4 | Premium Motorsports (en)                | 15 | Michael Waltrip        |      | 1       | Mark Hillman                  |
| Chevrolet 32 Toyota 4 | Premium Motorsports (en)                | 15 | Reed Sorenson          |      | 4       | Mark Hillman                  |
| Chevrolet 32 Toyota 4 | Premium Motorsports (en)                | 55 | Reed Sorenson          |      | 1       | Wayne Carroll                 |
| Chevrolet 32 Toyota 4 | Premium Motorsports (en)                | 55 | Derrike Cope           |      | 1       | Wayne Carroll                 |

## Les quatre premiers de 2017
|  |  |  |  |
|  |  |  |  |

## Calendrier et podiums des courses de la saison 2017
| N°                                                                      | Dates        | Nom de la course                | Circuits                                      | États            | Premier             | Second           | Troisième          | Pole                | +Tour                      |
| ----------------------------------------------------------------------- | ------------ | ------------------------------- | --------------------------------------------- | ---------------- | ------------------- | ---------------- | ------------------ | ------------------- | -------------------------- |
| HC (en)                                                                 | 19 février   | Advance Auto Parts Clash        | Daytona International Speedway, Daytona Beach | Floride          | Joey Logano         | Kyle Busch       | Alex Bowman        | Brad Keselowski     | Denny Hamlin               |
| Q (en)                                                                  | 23 février   | Can-Am Duel 1 Can-Am Duel 2     | Daytona International Speedway, Daytona Beach | Floride          | Chase Elliott       | Jamie McMurray   | Kevin Harvick      | Chase Elliott       | Brad Keselowski            |
| Q (en)                                                                  | 23 février   | Can-Am Duel 1 Can-Am Duel 2     | Daytona International Speedway, Daytona Beach | Floride          | Denny Hamlin        | Clint Bowyer     | Kurt Busch         | Dale Earnhardt Jr.  | Dale Earnhardt Jr.         |
| 1 (en)                                                                  | 26 février   | Daytona 500                     | Daytona International Speedway, Daytona Beach | Floride          | Kurt Busch          | Ryan Blaney      | A. J. Allmendinger | Chase Elliott       | Kevin Harvick              |
| 2 (en)                                                                  | 5 mars       | Folds of Honor QuikTrip 500     | Atlanta Motor Speedway, Hampton               | Géorgie          | Brad Keselowski     | Kyle Larson      | Matt Kenseth       | Kevin Harvick       | Kevin Harvick              |
| 3 (en)                                                                  | 12 mars      | Kobalt 400                      | Las Vegas Motor Speedway, Las Vegas           | Nevada           | Martin Truex Jr.    | Kyle Larson      | Chase Elliott      | Brad Keselowski     | Martin Truex Jr.           |
| 4 (en)                                                                  | 19 mars      | Camping World 500               | Phoenix International Raceway, Avondale       | Arizona          | Ryan Newman         | Kyle Larson      | Kyle Busch         | Joey Logano         | Kyle Busch                 |
| 5 (en)                                                                  | 26 mars      | Auto Club 400                   | Auto Club Speedway, Fontana                   | Californie       | Kyle Larson         | Brad Keselowski  | Clint Bowyer       | Kyle Larson         | Kyle Larson                |
| 6 (en)                                                                  | 2 avril      | STP 500                         | Martinsville Speedway, Ridgeway               | Virginie         | Brad Keselowski     | Kyle Busch       | Chase Elliott      | Kyle Larson         | Kyle Busch                 |
| 7 (en)                                                                  | 9 avril      | O'Reilly Auto Parts 500         | Texas Motor Speedway, Fort Worth              | Texas            | Jimmie Johnson      | Kyle Larson      | Joey Logano        | Kevin Harvick       | Ryan Blaney                |
| 8 (en)                                                                  | 24 avril     | Food City 500                   | Bristol Motor Speedway, Bristol               | Tennessee        | Jimmie Johnson      | Clint Bowyer     | Kevin Harvick      | Kyle Larson         | Kyle Larson                |
| 9 (en)                                                                  | 30 avril     | Toyota Owners 400               | Richmond International Raceway, Richmond      | Virginie         | Joey Logano         | Brad Keselowski  | Denny Hamlin       | Matt Kenseth        | Matt Kenseth               |
| 10 (en)                                                                 | 7 mai        | GEICO 500                       | Talladega Superspeedway, Lincoln              | Alabama          | Ricky Stenhouse Jr. | Jamie McMurray   | Kyle Busch         | Ricky Stenhouse Jr. | Kyle Busch                 |
| 11 (en)                                                                 | 13 mai       | Go Bowling 400                  | Kansas Speedway, Kansas City                  | Kansas           | Martin Truex Jr.    | Brad Keselowski  | Kevin Harvick      | Ryan Blaney         | Martin Truex Jr.           |
| HC (en)                                                                 | 19 mai       | The Showdown                    | Charlotte Motor Speedway, Concord             | Caroline du Nord | Daniel Suárez       | Austin Dillon    | Chase Elliott      | Clint Bowyer        | Clint Bowyer Ryan Blaney   |
| HC (en)                                                                 | 20 mai       | All-Star Race                   | Charlotte Motor Speedway, Concord             | Caroline du Nord | Kyle Busch          | Kyle Larson      | Jimmie Johnson     | Kyle Larson         | Kyle Larson                |
| 12 (en)                                                                 | 28 mai       | Coca-Cola 600                   | Charlotte Motor Speedway, Concord             | Caroline du Nord | Austin Dillon       | Kyle Busch       | Martin Truex Jr.   | Kevin Harvick       | Martin Truex Jr.           |
| 13 (en)                                                                 | 4 juin       | AAA 400 Drive for Autism        | Dover International Speedway, Concord         | Caroline du Nord | Jimmie Johnson      | Kyle Larson      | Martin Truex Jr.   | Kyle Busch          | Kyle Larson                |
| 14 (en)                                                                 | 11 juin      | Axalta presents the Pocono 400  | Pocono Raceway, Long Pond                     | Pennsylvanie     | Ryan Blaney         | Kevin Harvick    | Erik Jones (R)     | Kyle Busch          | Kyle Busch                 |
| 15 (en)                                                                 | 18 juin      | FireKeepers Casino 400          | Michigan International Speedway, Brooklyn     | Michigan         | Kyle Larson         | Chase Elliott    | Joey Logano        | Kyle Larson         | Kyle Larson                |
| 16 (en)                                                                 | 25 juin      | Toyota/Save Mart 350            | Sonoma Raceway, Sonoma                        | Californie       | Kevin Harvick       | Clint Bowyer     | Brad Keselowski    | Kyle Larson         | Martin Truex Jr.           |
| 17 (en)                                                                 | 1er juillet  | Coke Zero 400                   | Daytona International Speedway, Daytona Beach | Floride          | Ricky Stenhouse Jr. | Clint Bowyer     | Paul Menard        | Dale Earnhardt Jr.  | Brad Keselowski            |
| 18 (en)                                                                 | 8 juillet    | Quaker State 400                | Kentucky Speedway, Sparta                     | Kentucky         | Martin Truex Jr.    | Kyle Larson      | Chase Elliott      | Kyle Busch          | Martin Truex Jr.           |
| 19 (en)                                                                 | 16 juillet   | Overton's 301                   | New Hampshire Motor Speedway, Loudon          | New Hampshire    | Denny Hamlin        | Kyle Larson      | Martin Truex Jr.   | Martin Truex Jr.    | Martin Truex Jr.           |
| 20 (en)                                                                 | 23 juillet   | Brickyard 400                   | Indianapolis Motor Speedway, Speedway         | Indiana          | Kasey Kahne         | Brad Keselowski  | Ryan Newman        | Kyle Busch          | Kyle Busch                 |
| 21 (en)                                                                 | 30 juillet   | Pennsylvania 400                | Pocono Raceway, Long Pond                     | Pennsylvanie     | Kyle Busch          | Kevin Harvick    | Martin Truex Jr.   | Kyle Busch          | Kyle Busch                 |
| 22 (en)                                                                 | 6 août       | I Love New York 355 at The Glen | Watkins Glen International, Watkins Glen      | New York         | Martin Truex Jr.    | Matt Kenseth     | Daniel Suárez (R)  | Kyle Busch          | Martin Truex Jr.           |
| 23 (en)                                                                 | 13 août      | Pure Michigan 400               | Michigan International Speedway, Brooklyn     | Michigan         | Kyle Larson         | Martin Truex Jr. | Erik Jones (R)     | Brad Keselowski     | Brad Keselowski            |
| 24 (en)                                                                 | 19 août      | Bass Pro Shops NRA Night Race   | Bristol Motor Speedway, Bristol               | Tennessee        | Kyle Busch          | Erik Jones (R)   | Denny Hamlin       | Erik Jones (R)      | Erik Jones (R)             |
| 25 (en)                                                                 | 3 septembre  | Bojangles' Southern 500         | Darlington Raceway, Darlington                | Caroline du Sud  | Denny Hamlin        | Kyle Busch       | Kurt Busch         | Kevin Harvick       | Kyle Larson / Denny Hamlin |
| 26 (en)                                                                 | 9 septembre  | Federated Auto Parts 400        | Richmond International Raceway, Richmond      | Virginie         | Kyle Larson         | Joey Logano      | Ryan Newman        | Matt Kenseth        | Martin Truex Jr.           |
| Playoffs pour le titre de champion de la Monster Energy Cup Series 2017 |              |                                 |                                               |                  |                     |                  |                    |                     |                            |
| Round of 16                                                             |              |                                 |                                               |                  |                     |                  |                    |                     |                            |
| 27 (en)                                                                 | 17 septembre | Tales of the Turtles 400        | Chicagoland Speedway, Joliet                  | Illinois         | Martin Truex Jr.    | Chase Elliott    | Denny Hamlin       | Kyle Busch          | Kyle Busch                 |
| 28 (en)                                                                 | 24 septembre | ISM Connect 300                 | New Hampshire Motor Speedway, Loudon          | New Hampshire    | Kyle Busch          | Kyle Larson      | Matt Kenseth       | Kyle Busch          | Kyle Busch                 |
| 29 (en)                                                                 | 1er octobre  | Apache Warrior 400              | Dover International Speedway, Dover           | Delaware         | Kyle Busch          | Chase Elliott    | Jimmie Johnson     | Martin Truex Jr.    | Chase Elliott              |
| Round of 12                                                             |              |                                 |                                               |                  |                     |                  |                    |                     |                            |
| 30 (en)                                                                 | 7 octobre    | Bank of America 500             | Charlotte Motor Speedway, Concord             | Caroline du Nord | Martin Truex Jr.    | Chase Elliott    | Kevin Harvick      | Denny Hamlin        | Kevin Harvick              |
| 31 (en)                                                                 | 15 octobre   | Alabama 500                     | Talladega Superspeedway, Lincoln              | Alabama          | Brad Keselowski     | Ryan Newman      | Trevor Bayne       | Dale Earnhardt Jr.  | Joey Logano                |
| 32 (en)                                                                 | 22 octobre   | Hollywood Casino 400            | Kansas Speedway, Kansas City                  | Kansas           | Martin Truex Jr.    | Kurt Busch       | Ryan Blaney        | Martin Truex Jr.    | Kyle Busch                 |
| Round of 8                                                              |              |                                 |                                               |                  |                     |                  |                    |                     |                            |
| 33 (en)                                                                 | 29 octobre   | First Data 500                  | Martinsville Speedway, Ridgeway               | Virginie         | Kyle Busch          | Martin Truex Jr. | Clint Bowyer       | Joey Logano         | Kyle Busch                 |
| 34 (en)                                                                 | 5 novembre   | AAA Texas 500                   | Texas Motor Speedway, Fort Worth              | Texas            | Kevin Harvick       | Martin Truex Jr. | Denny Hamlin       | Kurt Busch          | Martin Truex Jr.           |
| 35 (en)                                                                 | 12 novembre  | Can-Am 500                      | Phoenix International Raceway, Avondale       | Arizona          | Matt Kenseth        | Chase Elliott    | Martin Truex Jr.   | Ryan Blaney         | Matt Kenseth               |
| Finale du championnat (Round of 4)                                      |              |                                 |                                               |                  |                     |                  |                    |                     |                            |
| 36 (en)                                                                 | 19 novembre  | Ford EcoBoost 400               | Homestead-Miami Speedway, Homestead           | Floride          | Martin Truex Jr.    | Kyle Busch       | Kyle Larson        | Denny Hamlin        | Kyle Larson                |

Notes : 
1. ↑  L'Advance Auto Parts Clash de Daytona a été reporté du 18 au 19 février à cause du mauvais temps.
2. ↑  Le Food City 500 de Bristol a été reporté du dimanche 23 au lundi 24 avril à cause de la pluie

## Classements du championnat
Des points de championnat et de bonus playoffs sont attribués aux pilotes lors d'une course à l'issue de l'arrivée et à l'issue des deux premiers segments.
Pour les Duels, seuls des points de championnat sont attribués aux dix premiers de chaque Duel.
Les équipes ne récoltent des points qu'aux arrivées.
Points et bonus playoffs attribués lors des Duels et lors des deux premiers segments des autres courses :
| Position | 1  | 2 | 3 | 4 | 5 | 6 | 7 | 8 | 9 | 10 | B. S1 WIN | B. S2 WIN |
| -------- | -- | - | - | - | - | - | - | - | - | -- | --------- | --------- |
| Points   | 10 | 9 | 8 | 7 | 6 | 5 | 4 | 3 | 2 | 1  | 1         | 1         |

Points et bonus playoffs attribués à l'arrivée finale des courses :
| Position | 1  | 2  | 3  | 4  | 5  | 6  | 7  | 8  | 9  | 10 | 11 | 12 | 13 | 14 | 15 | 16 | 17 | 18 | 19 | 20 | 21 | 22 | 23 | 24 | 25 | 26 | 27 | 28 | 29 | 30 | 31 | 32 | 33 | 34 | 35 | 36 | 37 | 38 | 39 | 40 | B. WIN |
| -------- | -- | -- | -- | -- | -- | -- | -- | -- | -- | -- | -- | -- | -- | -- | -- | -- | -- | -- | -- | -- | -- | -- | -- | -- | -- | -- | -- | -- | -- | -- | -- | -- | -- | -- | -- | -- | -- | -- | -- | -- | ------ |
| Points   | 40 | 35 | 34 | 33 | 32 | 31 | 30 | 29 | 28 | 27 | 26 | 25 | 24 | 23 | 22 | 21 | 20 | 19 | 18 | 17 | 16 | 15 | 14 | 13 | 12 | 11 | 10 | 9  | 8  | 7  | 6  | 5  | 4  | 3  | 2  | 1  | 1  | 1  | 1  | 1  | 5      |

### Classement des pilotes
| Couleur | Signification                       |
| ------- | ----------------------------------- |
| Or      | Vainqueur                           |
| Argent  | Classé entre la 2e et la 5e place   |
| Bronze  | Classé entre la 6e et la 10e place  |
| Vert    | Classé entre la 11e et la 20e place |
| Bleu    | Classé 21e ou pire                  |

| Couleur | Ab. | Signification                                    |
| ------- | --- | ------------------------------------------------ |
| Violet  | DNF | N'a pas fini                                     |
| Noir    | DSQ | Disqualifié                                      |
| Rose    | DNQ | Non qualifié                                     |
| Brun    | Wth | Abandonné la course                              |
| Blanc   | QL  | Qualifié pour un autre pilote                    |
| Blanc   | INQ | Qualifié mais remplacé à la suite d'une blessure |

| Ab. | Signification     |
| --- | ----------------- |
| (R) | Rookie            |
| DNP | N'a pas participé |
| INJ | Blessé ou malade  |
| EX  | Exclu             |
| DNA | N'est pas arrivé  |

En gras: pole position 

En italique – Pole position selon les résultats des entraînements ou selon les points du propriétaire en 2016/17.

° : Pilote ayant le plus mené lors de la course.

1 : Pilote ayant remporté le premier segment.

2 : Pilote ayant remporté le deuxième segment.

3 : Pilote ayant remporté le troisième segment lors du Hollywood Casino 400 .

N1-N2-...-N9-N10 : Pilotes ayant pris des points (1 à 10) lors du troisième segment du Hollywood Casino 400.

‡ : Truex Jr. et Allmendinger perdent les points gagnés lors des Duels à la suite d'un échec au contrôle technique d'après course.

** : Corey LaJoie et Stephen Leicht sont devenus inéligible pour la Cup series lorsqu'ils se sont inscrits pour apparaitre dans le classement d'Xfinity Series lors de la dernière course de la saison.
.– Coureur qualifié pour les playoffs Round of 16.
.– Éliminé après le Challenger Round Round of 16
.– Éliminé après le Contender Round Round of 12
.– Éliminé après l'Eliminator Round Round of 8
| Pilotes ayant disputé le titre de champion de la Nascar Cup Series 2017 | Pilotes ayant disputé le titre de champion de la Nascar Cup Series 2017 | Pilotes ayant disputé le titre de champion de la Nascar Cup Series 2017 | Pilotes ayant disputé le titre de champion de la Nascar Cup Series 2017 | Pilotes ayant disputé le titre de champion de la Nascar Cup Series 2017 | Pilotes ayant disputé le titre de champion de la Nascar Cup Series 2017 | Pilotes ayant disputé le titre de champion de la Nascar Cup Series 2017 | Pilotes ayant disputé le titre de champion de la Nascar Cup Series 2017 | Pilotes ayant disputé le titre de champion de la Nascar Cup Series 2017 | Pilotes ayant disputé le titre de champion de la Nascar Cup Series 2017 | Pilotes ayant disputé le titre de champion de la Nascar Cup Series 2017 | Pilotes ayant disputé le titre de champion de la Nascar Cup Series 2017 | Pilotes ayant disputé le titre de champion de la Nascar Cup Series 2017 | Pilotes ayant disputé le titre de champion de la Nascar Cup Series 2017 | Pilotes ayant disputé le titre de champion de la Nascar Cup Series 2017 | Pilotes ayant disputé le titre de champion de la Nascar Cup Series 2017 | Pilotes ayant disputé le titre de champion de la Nascar Cup Series 2017 | Pilotes ayant disputé le titre de champion de la Nascar Cup Series 2017 | Pilotes ayant disputé le titre de champion de la Nascar Cup Series 2017 | Pilotes ayant disputé le titre de champion de la Nascar Cup Series 2017 | Pilotes ayant disputé le titre de champion de la Nascar Cup Series 2017 | Pilotes ayant disputé le titre de champion de la Nascar Cup Series 2017 | Pilotes ayant disputé le titre de champion de la Nascar Cup Series 2017 | Pilotes ayant disputé le titre de champion de la Nascar Cup Series 2017 | Pilotes ayant disputé le titre de champion de la Nascar Cup Series 2017 | Pilotes ayant disputé le titre de champion de la Nascar Cup Series 2017 | Pilotes ayant disputé le titre de champion de la Nascar Cup Series 2017 | Pilotes ayant disputé le titre de champion de la Nascar Cup Series 2017 | Pilotes ayant disputé le titre de champion de la Nascar Cup Series 2017 | Pilotes ayant disputé le titre de champion de la Nascar Cup Series 2017 | Pilotes ayant disputé le titre de champion de la Nascar Cup Series 2017 | Pilotes ayant disputé le titre de champion de la Nascar Cup Series 2017 | Pilotes ayant disputé le titre de champion de la Nascar Cup Series 2017 | Pilotes ayant disputé le titre de champion de la Nascar Cup Series 2017 | Pilotes ayant disputé le titre de champion de la Nascar Cup Series 2017 | Pilotes ayant disputé le titre de champion de la Nascar Cup Series 2017 | Pilotes ayant disputé le titre de champion de la Nascar Cup Series 2017 | Pilotes ayant disputé le titre de champion de la Nascar Cup Series 2017 | Pilotes ayant disputé le titre de champion de la Nascar Cup Series 2017 | Pilotes ayant disputé le titre de champion de la Nascar Cup Series 2017 | Pilotes ayant disputé le titre de champion de la Nascar Cup Series 2017 | Pilotes ayant disputé le titre de champion de la Nascar Cup Series 2017 | Pilotes ayant disputé le titre de champion de la Nascar Cup Series 2017 | Pilotes ayant disputé le titre de champion de la Nascar Cup Series 2017 | Pilotes ayant disputé le titre de champion de la Nascar Cup Series 2017 | Pilotes ayant disputé le titre de champion de la Nascar Cup Series 2017 |
| ----------------------------------------------------------------------- | ----------------------------------------------------------------------- | ----------------------------------------------------------------------- | ----------------------------------------------------------------------- | ----------------------------------------------------------------------- | ----------------------------------------------------------------------- | ----------------------------------------------------------------------- | ----------------------------------------------------------------------- | ----------------------------------------------------------------------- | ----------------------------------------------------------------------- | ----------------------------------------------------------------------- | ----------------------------------------------------------------------- | ----------------------------------------------------------------------- | ----------------------------------------------------------------------- | ----------------------------------------------------------------------- | ----------------------------------------------------------------------- | ----------------------------------------------------------------------- | ----------------------------------------------------------------------- | ----------------------------------------------------------------------- | ----------------------------------------------------------------------- | ----------------------------------------------------------------------- | ----------------------------------------------------------------------- | ----------------------------------------------------------------------- | ----------------------------------------------------------------------- | ----------------------------------------------------------------------- | ----------------------------------------------------------------------- | ----------------------------------------------------------------------- | ----------------------------------------------------------------------- | ----------------------------------------------------------------------- | ----------------------------------------------------------------------- | ----------------------------------------------------------------------- | ----------------------------------------------------------------------- | ----------------------------------------------------------------------- | ----------------------------------------------------------------------- | ----------------------------------------------------------------------- | ----------------------------------------------------------------------- | ----------------------------------------------------------------------- | ----------------------------------------------------------------------- | ----------------------------------------------------------------------- | ----------------------------------------------------------------------- | ----------------------------------------------------------------------- | ----------------------------------------------------------------------- | ----------------------------------------------------------------------- | ----------------------------------------------------------------------- | ----------------------------------------------------------------------- | ----------------------------------------------------------------------- |
| Pos.                                                                    | Pilote                                                                  | Pts                                                                     | Seg                                                                     | Bonus                                                                   |                                                                         | DAY                                                                     | DAY                                                                     | DAY                                                                     | ATL                                                                     | LAS                                                                     | PHO                                                                     | FON                                                                     | MAR                                                                     | TEX                                                                     | BRI                                                                     | RCH                                                                     | TAL                                                                     | KAN                                                                     | CHA                                                                     | DOV                                                                     | POC                                                                     | MCH                                                                     | SON                                                                     | DAY                                                                     | KEN                                                                     | NHA                                                                     | IND                                                                     | POC                                                                     | GLN                                                                     | MCH                                                                     | BRI                                                                     | DAR                                                                     | RCH                                                                     |                                                                         | CHI                                                                     | NHA                                                                     | DOV                                                                     | CHA                                                                     | TAL                                                                     | KAN                                                                     | MAR                                                                     | TEX                                                                     | PHO                                                                     | HOM                                                                     |                                                                         |
| Pos.                                                                    | Pilote                                                                  | Pts                                                                     | Seg                                                                     | Bonus                                                                   | D1                                                                      | D2                                                                      | 500                                                                     |                                                                         | ATL                                                                     | LAS                                                                     | PHO                                                                     | FON                                                                     | MAR                                                                     | TEX                                                                     | BRI                                                                     | RCH                                                                     | TAL                                                                     | KAN                                                                     | CHA                                                                     | DOV                                                                     | POC                                                                     | MCH                                                                     | SON                                                                     | DAY                                                                     | KEN                                                                     | NHA                                                                     | IND                                                                     | POC                                                                     | GLN                                                                     | MCH                                                                     | BRI                                                                     | DAR                                                                     | RCH                                                                     |                                                                         | CHI                                                                     | NHA                                                                     | DOV                                                                     | CHA                                                                     | TAL                                                                     | KAN                                                                     | MAR                                                                     | TEX                                                                     | PHO                                                                     | HOM                                                                     |                                                                         |
| 1                                                                       | Martin Truex Jr.                                                        | 5040                                                                    |                                                                         | 69 N1                                                                   | 7 ‡                                                                     |                                                                         | 13                                                                      | 8                                                                       | 1 °12                                                                   | 11                                                                      | 4 2                                                                     | 16 1                                                                    | 8                                                                       | 8 2                                                                     | 10                                                                      | 35                                                                      | 1 *                                                                     | 3 *2                                                                    | 3 12                                                                    | 6                                                                       | 6 12                                                                    | 37 °1                                                                   | 34                                                                      | 1 °12                                                                   | 3 °1                                                                    | 33                                                                      | 3                                                                       | 1 °                                                                     | 2 2                                                                     | 21                                                                      | 8 12                                                                    | 20 °2                                                                   | 1                                                                       | 5 1                                                                     | 4                                                                       | 1                                                                       | 23                                                                      | 1                                                                       | 2                                                                       | 2 *                                                                     | 3                                                                       | 1                                                                       |                                                                         |                                                                         |                                                                         |
| 2                                                                       | Kyle Busch                                                              | 5035                                                                    |                                                                         | 42 N3                                                                   | 12                                                                      |                                                                         | 38 1                                                                    | 16                                                                      | 22                                                                      | 3 °                                                                     | 8                                                                       | 2 °                                                                     | 15                                                                      | 35                                                                      | 16                                                                      | 3 *                                                                     | 5 1                                                                     | 2 1                                                                     | 16                                                                      | 9 °1                                                                    | 7                                                                       | 5                                                                       | 20                                                                      | 5                                                                       | 12 2                                                                    | 34 °12                                                                  | 1 °1                                                                    | 7 1                                                                     | 10                                                                      | 1 1                                                                     | 2                                                                       | 9 1                                                                     | 15 °1                                                                   | 1 *2                                                                    | 1                                                                       | 29                                                                      | 27                                                                      | 10 *1                                                                   | 1 *                                                                     | 19                                                                      | 7                                                                       | 2                                                                       |                                                                         |                                                                         |                                                                         |
| 3                                                                       | Kevin Harvick                                                           | 5033                                                                    |                                                                         | 17 N4                                                                   | 3                                                                       |                                                                         | 22 °2                                                                   | 9 °12                                                                   | 38                                                                      | 6                                                                       | 13                                                                      | 20                                                                      | 4                                                                       | 3                                                                       | 5                                                                       | 23                                                                      | 3                                                                       | 8                                                                       | 9                                                                       | 2                                                                       | 14                                                                      | 1                                                                       | 33                                                                      | 9                                                                       | 5                                                                       | 6                                                                       | 2                                                                       | 17                                                                      | 13                                                                      | 8                                                                       | 9                                                                       | 15                                                                      | 3                                                                       | 36                                                                      | 17                                                                      | 3 *12                                                                   | 20                                                                      | 8                                                                       | 5                                                                       | 1 1                                                                     | 5                                                                       | 4                                                                       |                                                                         |                                                                         |                                                                         |
| 4                                                                       | Brad Keselowski                                                         | 5030                                                                    |                                                                         | 26 N6                                                                   | 4 °                                                                     |                                                                         | 27                                                                      | 1                                                                       | 5                                                                       | 5                                                                       | 2                                                                       | 1                                                                       | 6                                                                       | 34                                                                      | 2 2                                                                     | 7 1                                                                     | 2                                                                       | 39                                                                      | 38                                                                      | 5                                                                       | 16                                                                      | 3                                                                       | 31 °1                                                                   | 39                                                                      | 9                                                                       | 2                                                                       | 5                                                                       | 15                                                                      | 17 °1                                                                   | 29                                                                      | 15                                                                      | 11                                                                      | 6                                                                       | 4                                                                       | 10 1                                                                    | 15                                                                      | 1 1                                                                     | 13                                                                      | 7                                                                       | 3                                                                       | 16                                                                      | 7                                                                       |                                                                         |                                                                         |                                                                         |
| Pilotes éliminés de la course au titre                                  |                                                                         |                                                                         |                                                                         |                                                                         |                                                                         |                                                                         |                                                                         |                                                                         |                                                                         |                                                                         |                                                                         |                                                                         |                                                                         |                                                                         |                                                                         |                                                                         |                                                                         |                                                                         |                                                                         |                                                                         |                                                                         |                                                                         |                                                                         |                                                                         |                                                                         |                                                                         |                                                                         |                                                                         |                                                                         |                                                                         |                                                                         |                                                                         |                                                                         |                                                                         |                                                                         |                                                                         |                                                                         |                                                                         |                                                                         |                                                                         |                                                                         |                                                                         |                                                                         |                                                                         |                                                                         |
| Pos.                                                                    | Pilote                                                                  | Pts                                                                     | Seg                                                                     | Bonus                                                                   |                                                                         | DAY                                                                     | DAY                                                                     | DAY                                                                     | ATL                                                                     | LAS                                                                     | PHO                                                                     | FON                                                                     | MAR                                                                     | TEX                                                                     | BRI                                                                     | RCH                                                                     | TAL                                                                     | KAN                                                                     | CHA                                                                     | DOV                                                                     | POC                                                                     | MCH                                                                     | SON                                                                     | DAY                                                                     | KEN                                                                     | NHA                                                                     | IND                                                                     | POC                                                                     | GLN                                                                     | MCH                                                                     | BRI                                                                     | DAR                                                                     | RCH                                                                     |                                                                         | CHI                                                                     | NHA                                                                     | DOV                                                                     | CHA                                                                     | TAL                                                                     | KAN                                                                     | MAR                                                                     | TEX                                                                     | PHO                                                                     | HOM                                                                     |                                                                         |
| Pos.                                                                    | Pilote                                                                  | Pts                                                                     | Seg                                                                     | Bonus                                                                   | D1                                                                      | D2                                                                      | 500                                                                     |                                                                         | ATL                                                                     | LAS                                                                     | PHO                                                                     | FON                                                                     | MAR                                                                     | TEX                                                                     | BRI                                                                     | RCH                                                                     | TAL                                                                     | KAN                                                                     | CHA                                                                     | DOV                                                                     | POC                                                                     | MCH                                                                     | SON                                                                     | DAY                                                                     | KEN                                                                     | NHA                                                                     | IND                                                                     | POC                                                                     | GLN                                                                     | MCH                                                                     | BRI                                                                     | DAR                                                                     | RCH                                                                     |                                                                         | CHI                                                                     | NHA                                                                     | DOV                                                                     | CHA                                                                     | TAL                                                                     | KAN                                                                     | MAR                                                                     | TEX                                                                     | PHO                                                                     | HOM                                                                     |                                                                         |
| 5                                                                       | Chase Elliott                                                           | 2377                                                                    | 95                                                                      | 6 N7                                                                    | 1                                                                       |                                                                         | 14                                                                      | 5                                                                       | 3                                                                       | 122                                                                     | 10                                                                      | 3 2                                                                     | 9                                                                       | 7                                                                       | 24                                                                      | 30                                                                      | 29                                                                      | 38                                                                      | 5                                                                       | 8                                                                       | 2                                                                       | 8                                                                       | 22                                                                      | 3                                                                       | 11                                                                      | 39                                                                      | 10                                                                      | 13                                                                      | 8                                                                       | 18                                                                      | 11                                                                      | 10                                                                      | 2 2                                                                     | 11                                                                      | 2 *                                                                     | 2                                                                       | 16                                                                      | 4                                                                       | 27                                                                      | 8                                                                       | 2                                                                       | 5                                                                       |                                                                         |                                                                         |                                                                         |
| 6                                                                       | Denny Hamlin                                                            | 2353                                                                    | 89                                                                      | 35 N5                                                                   |                                                                         | 1                                                                       | 17                                                                      | 38                                                                      | 6                                                                       | 10                                                                      | 14                                                                      | 30                                                                      | 25                                                                      | 10                                                                      | 3                                                                       | 11 2                                                                    | 23                                                                      | 5 3                                                                     | 8                                                                       | 12                                                                      | 4                                                                       | 4                                                                       | 24                                                                      | 4                                                                       | 1                                                                       | 17                                                                      | 4                                                                       | 4                                                                       | 16                                                                      | 3                                                                       | 1                                                                       | 5                                                                       | 4                                                                       | 12                                                                      | 35                                                                      | 4                                                                       | 6                                                                       | 5 2                                                                     | 8                                                                       | 6                                                                       | 35 *2                                                                   | 9                                                                       |                                                                         |                                                                         |                                                                         |
| 7                                                                       | Matt Kenseth                                                            | 2344                                                                    | 71                                                                      | 5 N9                                                                    | 5                                                                       |                                                                         | 40                                                                      | 3                                                                       | 9                                                                       | 37                                                                      | 36                                                                      | 9                                                                       | 16                                                                      | 4                                                                       | 23 1                                                                    | 24                                                                      | 12                                                                      | 4                                                                       | 12                                                                      | 10                                                                      | 11                                                                      | 20                                                                      | 27 2                                                                    | 17                                                                      | 4                                                                       | 5                                                                       | 9                                                                       | 2                                                                       | 24                                                                      | 4 2                                                                     | 6                                                                       | 38                                                                      | 9                                                                       | 3                                                                       | 11                                                                      | 11                                                                      | 14                                                                      | 37                                                                      | 9                                                                       | 4                                                                       | 1                                                                       | 8                                                                       |                                                                         |                                                                         |                                                                         |
| 8                                                                       | Kyle Larson                                                             | 2320                                                                    | 98                                                                      | 34 N2                                                                   |                                                                         | 9                                                                       | 12                                                                      | 2                                                                       | 2                                                                       | 2                                                                       | 1 °1                                                                    | 17                                                                      | 2                                                                       | 6 1°                                                                    | 14                                                                      | 12                                                                      | 6                                                                       | 33                                                                      | 2 *                                                                     | 7 2                                                                     | 1 °                                                                     | 26                                                                      | 29                                                                      | 2                                                                       | 2                                                                       | 28                                                                      | 33                                                                      | 23                                                                      | 1                                                                       | 9                                                                       | 14 °                                                                    | 1                                                                       | 5                                                                       | 2                                                                       | 5 2                                                                     | 10                                                                      | 13                                                                      | 39                                                                      | 37                                                                      | 37 2                                                                    | 40 1                                                                    | 3 *12                                                                   |                                                                         |                                                                         |                                                                         |
| 9                                                                       | Ryan Blaney                                                             | 2305                                                                    | 58                                                                      | 9                                                                       |                                                                         | 20                                                                      | 2                                                                       | 18                                                                      | 7                                                                       | 21                                                                      | 9                                                                       | 25                                                                      | 12 12                                                                   | 33                                                                      | 36                                                                      | 39                                                                      | 4 2                                                                     | 24                                                                      | 32                                                                      | 1                                                                       | 25                                                                      | 9                                                                       | 26                                                                      | 10                                                                      | 19                                                                      | 23                                                                      | 30                                                                      | 8                                                                       | 15                                                                      | 10                                                                      | 31                                                                      | 18                                                                      | 11                                                                      | 9                                                                       | 23                                                                      | 8                                                                       | 18 2                                                                    | 3                                                                       | 8                                                                       | 6                                                                       | 17                                                                      | 29                                                                      |                                                                         |                                                                         |                                                                         |
| 10                                                                      | Jimmie Johnson                                                          | 2260                                                                    | 42                                                                      | 17 N10                                                                  |                                                                         | 13                                                                      | 34                                                                      | 19                                                                      | 11                                                                      | 9                                                                       | 21                                                                      | 15                                                                      | 1                                                                       | 1                                                                       | 11                                                                      | 8                                                                       | 24                                                                      | 17                                                                      | 1                                                                       | 36                                                                      | 10                                                                      | 13 2                                                                    | 12                                                                      | 40                                                                      | 10                                                                      | 27                                                                      | 35                                                                      | 29                                                                      | 19                                                                      | 11                                                                      | 12                                                                      | 8                                                                       | 8                                                                       | 14                                                                      | 3                                                                       | 7                                                                       | 24                                                                      | 11                                                                      | 12                                                                      | 27                                                                      | 39                                                                      | 27                                                                      |                                                                         |                                                                         |                                                                         |
| 11                                                                      | Austin Dillon                                                           | 2224                                                                    | 10                                                                      | 5                                                                       |                                                                         | 5                                                                       | 19                                                                      | 32                                                                      | 25                                                                      | 18                                                                      | 11                                                                      | 5                                                                       | 33                                                                      | 13                                                                      | 20                                                                      | 36                                                                      | 16                                                                      | 1                                                                       | 13                                                                      | 13                                                                      | 27                                                                      | 18                                                                      | 36                                                                      | 19                                                                      | 15                                                                      | 21                                                                      | 21                                                                      | 26                                                                      | 7                                                                       | 39                                                                      | 4                                                                       | 21                                                                      | 16                                                                      | 19                                                                      | 16                                                                      | 16                                                                      | 29                                                                      | 14                                                                      | 13                                                                      | 13                                                                      | 14                                                                      | 11                                                                      |                                                                         |                                                                         |                                                                         |
| 12                                                                      | Jamie McMurray                                                          | 2224                                                                    | 27                                                                      | 3 N8                                                                    | 2                                                                       |                                                                         | 28                                                                      | 10                                                                      | 8                                                                       | 15                                                                      | 6                                                                       | 38                                                                      | 7                                                                       | 12                                                                      | 6                                                                       | 2                                                                       | 8                                                                       | 12                                                                      | 7                                                                       | 37                                                                      | 5                                                                       | 10                                                                      | 14                                                                      | 7                                                                       | 17                                                                      | 15                                                                      | 26                                                                      | 14                                                                      | 9                                                                       | 12                                                                      | 10                                                                      | 14                                                                      | 10                                                                      | 16                                                                      | 9                                                                       | 5                                                                       | 37                                                                      | 34                                                                      | 29                                                                      | 18                                                                      | 6                                                                       | 13                                                                      |                                                                         |                                                                         |                                                                         |
| 13                                                                      | Ricky Stenhouse Jr.                                                     | 2222                                                                    | 14                                                                      | 10                                                                      | 13                                                                      |                                                                         | 31                                                                      | 13                                                                      | 33                                                                      | 4                                                                       | 2                                                                       | 10                                                                      | 14                                                                      | 9                                                                       | 4                                                                       | 1                                                                       | 11                                                                      | 15                                                                      | 39                                                                      | 11                                                                      | 8                                                                       | 38                                                                      | 1                                                                       | 14                                                                      | 14                                                                      | 35                                                                      | 16                                                                      | 20                                                                      | 18                                                                      | 14                                                                      | 29                                                                      | 19                                                                      | 25                                                                      | 15                                                                      | 19                                                                      | 13                                                                      | 26                                                                      | 29                                                                      | 10                                                                      | 12                                                                      | 8                                                                       | 15                                                                      |                                                                         |                                                                         |                                                                         |
| 14                                                                      | Kurt Busch                                                              | 2217                                                                    | 40                                                                      | 5                                                                       |                                                                         | 3                                                                       | 1                                                                       | 7                                                                       | 30                                                                      | 25                                                                      | 24                                                                      | 37                                                                      | 10                                                                      | 25                                                                      | 8                                                                       | 6                                                                       | 19                                                                      | 6                                                                       | 37                                                                      | 4                                                                       | 12                                                                      | 7                                                                       | 28                                                                      | 30                                                                      | 8                                                                       | 29                                                                      | 13                                                                      | 6                                                                       | 11                                                                      | 5                                                                       | 3                                                                       | 4                                                                       | 19                                                                      | 37                                                                      | 20                                                                      | 22                                                                      | 25                                                                      | 2                                                                       | 22                                                                      | 9                                                                       | 21                                                                      | 22                                                                      |                                                                         |                                                                         |                                                                         |
| 15                                                                      | Kasey Kahne                                                             | 2198                                                                    | 4                                                                       | 5                                                                       |                                                                         | 14                                                                      | 7                                                                       | 4                                                                       | 12                                                                      | 20                                                                      | 20                                                                      | 14                                                                      | 38                                                                      | 20                                                                      | 22                                                                      | 5                                                                       | 15                                                                      | 35                                                                      | 17                                                                      | 35                                                                      | 21                                                                      | 24                                                                      | 18                                                                      | 38                                                                      | 28                                                                      | 1                                                                       | 11                                                                      | 16                                                                      | 38                                                                      | 24                                                                      | 24                                                                      | 12                                                                      | 21                                                                      | 35                                                                      | 14                                                                      | 9                                                                       | 8                                                                       | 15                                                                      | 16                                                                      | 11                                                                      | 19                                                                      | 33                                                                      |                                                                         |                                                                         |                                                                         |
| 16                                                                      | Ryan Newman                                                             | 2196                                                                    | 5                                                                       | 5                                                                       |                                                                         | 8                                                                       | 21                                                                      | 35                                                                      | 17                                                                      | 1                                                                       | 15                                                                      | 8                                                                       | 26                                                                      | 14                                                                      | 7                                                                       | 25                                                                      | 40                                                                      | 9                                                                       | 4                                                                       | 14                                                                      | 15                                                                      | 15                                                                      | 5                                                                       | 22                                                                      | 27                                                                      | 3                                                                       | 14                                                                      | 25                                                                      | 4                                                                       | 6                                                                       | 7                                                                       | 3                                                                       | 23                                                                      | 13                                                                      | 13                                                                      | 40                                                                      | 2                                                                       | 33                                                                      | 14                                                                      | 20                                                                      | 20                                                                      | 10                                                                      |                                                                         |                                                                         |                                                                         |
| 17                                                                      | Joey Logano                                                             | 930                                                                     | 160                                                                     | 1                                                                       | 9                                                                       |                                                                         | 6                                                                       | 6                                                                       | 4                                                                       | 31 1                                                                    | 5                                                                       | 4                                                                       | 3                                                                       | 5                                                                       | 1                                                                       | 32                                                                      | 37                                                                      | 21                                                                      | 25                                                                      | 23                                                                      | 3                                                                       | 12                                                                      | 35                                                                      | 8                                                                       | 37                                                                      | 4                                                                       | 27                                                                      | 24                                                                      | 28                                                                      | 13                                                                      | 18                                                                      | 2                                                                       | 7                                                                       | 10                                                                      | 15                                                                      | 26                                                                      | 4 *                                                                     | 21                                                                      | 24                                                                      | 7                                                                       | 12                                                                      | 6                                                                       |                                                                         |                                                                         |                                                                         |
| 18                                                                      | Clint Bowyer                                                            | 871                                                                     | 93                                                                      | 1                                                                       |                                                                         | 2                                                                       | 32                                                                      | 11                                                                      | 10                                                                      | 13                                                                      | 3                                                                       | 7                                                                       | 11                                                                      | 2                                                                       | 15                                                                      | 14                                                                      | 9                                                                       | 14                                                                      | 31                                                                      | 17                                                                      | 26                                                                      | 2                                                                       | 2                                                                       | 13                                                                      | 7                                                                       | 30                                                                      | 6 2                                                                     | 5                                                                       | 23                                                                      | 19                                                                      | 40                                                                      | 24                                                                      | 13                                                                      | 7                                                                       | 6                                                                       | 27                                                                      | 35                                                                      | 19                                                                      | 3                                                                       | 36                                                                      | 13                                                                      | 12                                                                      |                                                                         |                                                                         |                                                                         |
| 19                                                                      | Erik Jones R                                                            | 863                                                                     | 162                                                                     | -                                                                       |                                                                         | 19                                                                      | 39                                                                      | 14                                                                      | 15                                                                      | 8                                                                       | 12                                                                      | 12                                                                      | 22                                                                      | 17                                                                      | 38                                                                      | 33                                                                      | 22                                                                      | 7                                                                       | 15                                                                      | 3                                                                       | 13                                                                      | 25                                                                      | 9                                                                       | 6                                                                       | 39                                                                      | 31                                                                      | 8                                                                       | 10                                                                      | 3                                                                       | 2 °                                                                     | 5                                                                       | 6                                                                       | 33                                                                      | 6                                                                       | 12                                                                      | 17                                                                      | 36                                                                      | 35                                                                      | 26                                                                      | 10                                                                      | 4                                                                       | 21                                                                      |                                                                         |                                                                         |                                                                         |
| 20                                                                      | Daniel Suárez R                                                         | 777                                                                     | 25                                                                      | 1                                                                       | 11                                                                      |                                                                         | 29                                                                      | 21                                                                      | 20                                                                      | 7                                                                       | 7                                                                       | 32                                                                      | 19                                                                      | 18                                                                      | 12                                                                      | 19                                                                      | 7                                                                       | 11                                                                      | 6                                                                       | 15                                                                      | 24                                                                      | 16                                                                      | 17                                                                      | 18                                                                      | 6                                                                       | 7                                                                       | 7                                                                       | 3 2                                                                     | 37                                                                      | 15                                                                      | 38                                                                      | 7                                                                       | 12                                                                      | 8                                                                       | 8                                                                       | 6                                                                       | 15                                                                      | 36                                                                      | 15                                                                      | 14                                                                      | 18                                                                      | 34                                                                      |                                                                         |                                                                         |                                                                         |
| 21                                                                      | Dale Earnhardt Jr.                                                      | 668                                                                     | 44                                                                      | -                                                                       |                                                                         | 6 °                                                                     | 37                                                                      | 30                                                                      | 16                                                                      | 14                                                                      | 16                                                                      | 34                                                                      | 5                                                                       | 38                                                                      | 30                                                                      | 22                                                                      | 20                                                                      | 10                                                                      | 11                                                                      | 38                                                                      | 9                                                                       | 6                                                                       | 32                                                                      | 12                                                                      | 18                                                                      | 36                                                                      | 12                                                                      | 37                                                                      | 14                                                                      | 23                                                                      | 22                                                                      | 13                                                                      | 17                                                                      | 34                                                                      | 7                                                                       | 12                                                                      | 7                                                                       | 7                                                                       | 11                                                                      | 35                                                                      | 10                                                                      | 25                                                                      |                                                                         |                                                                         |                                                                         |
| 22                                                                      | Trevor Bayne                                                            | 660                                                                     | 20                                                                      | -                                                                       | 6                                                                       |                                                                         | 10                                                                      | 12                                                                      | 13                                                                      | 19                                                                      | 23                                                                      | 13                                                                      | 13                                                                      | 11                                                                      | 13                                                                      | 37                                                                      | \| 10                                                                   | 16                                                                      | 21                                                                      | 21                                                                      | 17                                                                      | 27                                                                      | 23                                                                      | 37                                                                      | 20                                                                      | 20                                                                      | 20                                                                      | 35                                                                      | 5                                                                       | 7                                                                       | 35                                                                      | 25                                                                      | 22                                                                      | 24                                                                      | 24                                                                      | 14                                                                      | 3                                                                       | 20                                                                      | 6                                                                       | 28                                                                      | 38                                                                      | 19                                                                      |                                                                         |                                                                         |                                                                         |
| 23                                                                      | Paul Menard                                                             | 631                                                                     | 6                                                                       | -                                                                       | 20                                                                      |                                                                         | 5                                                                       | 25                                                                      | 19                                                                      | 21                                                                      | 29                                                                      | 19                                                                      | 36                                                                      | 16                                                                      | 25                                                                      | 9                                                                       | 35                                                                      | 13                                                                      | 33                                                                      | 20                                                                      | 22                                                                      | 11                                                                      | 3                                                                       | 21                                                                      | 22                                                                      | 16                                                                      | 19                                                                      | 18                                                                      | 34                                                                      | 16                                                                      | 16                                                                      | 28                                                                      | 14                                                                      | 20                                                                      | 26                                                                      | 19                                                                      | 12                                                                      | 12                                                                      | 20                                                                      | 23                                                                      | 15                                                                      | 16                                                                      |                                                                         |                                                                         |                                                                         |
| 24                                                                      | Ty Dillon R                                                             | 593                                                                     | 5                                                                       | -                                                                       |                                                                         | 10                                                                      | 30                                                                      | 15                                                                      | 21                                                                      | 16                                                                      | 18                                                                      | 22                                                                      | 17                                                                      | 15                                                                      | 26                                                                      | 13                                                                      | 14                                                                      | 36                                                                      | 14                                                                      | 18                                                                      | 20                                                                      | 28                                                                      | 16                                                                      | 33                                                                      | 16                                                                      | 19                                                                      | 17                                                                      | 19                                                                      | 21                                                                      | 36                                                                      | 13                                                                      | 22                                                                      | 28                                                                      | 22                                                                      | 22                                                                      | 21                                                                      | 11                                                                      | 16                                                                      | 30                                                                      | 24                                                                      | 11                                                                      | 26                                                                      |                                                                         |                                                                         |                                                                         |
| 25                                                                      | Chris Buescher                                                          | 564                                                                     | -                                                                       | -                                                                       | 16                                                                      |                                                                         | 35                                                                      | 24                                                                      | 23                                                                      | 27                                                                      | 25                                                                      | 11                                                                      | 21                                                                      | 39                                                                      | 17                                                                      | 15                                                                      | 18                                                                      | 20                                                                      | 23                                                                      | 19                                                                      | 36                                                                      | 19                                                                      | 10                                                                      | 16                                                                      | 25                                                                      | 9                                                                       | 28                                                                      | 11                                                                      | 6                                                                       | 27                                                                      | 17                                                                      | 32                                                                      | 27                                                                      | 21                                                                      | 30                                                                      | 18                                                                      | 17                                                                      | 6                                                                       | 21                                                                      | 22                                                                      | 37                                                                      | 20                                                                      |                                                                         |                                                                         |                                                                         |
| 26                                                                      | Michael McDowell                                                        | 542                                                                     | 11                                                                      | -                                                                       |                                                                         | 12                                                                      | 15                                                                      | 29                                                                      | 18                                                                      | 24                                                                      | 33                                                                      | 26                                                                      | 23                                                                      | 26                                                                      | 29                                                                      | 34                                                                      | 13                                                                      | 19                                                                      | 19                                                                      | 24                                                                      | 23                                                                      | 14                                                                      | 4                                                                       | 23                                                                      | 26                                                                      | 18                                                                      | 18                                                                      | 12                                                                      | 27                                                                      | 20                                                                      | 19                                                                      | 16                                                                      | 30                                                                      | 23                                                                      | 27                                                                      | 35                                                                      | 30                                                                      | 18                                                                      | 19                                                                      | 21                                                                      | 22                                                                      | 24                                                                      |                                                                         |                                                                         |                                                                         |
| 27                                                                      | A. J. Allmendinger                                                      | 531                                                                     | 21                                                                      | -                                                                       |                                                                         | 4 ‡                                                                     | 3                                                                       | 26                                                                      | 24                                                                      | 26                                                                      | 17                                                                      | 6                                                                       | 20                                                                      | 30                                                                      | 37                                                                      | 31                                                                      | 30                                                                      | 18                                                                      | 18                                                                      | 22                                                                      | 18                                                                      | 35                                                                      | 8                                                                       | 20                                                                      | 21                                                                      | 10                                                                      | 23                                                                      | 9                                                                       | 20                                                                      | 22                                                                      | 34                                                                      | 26                                                                      | 26                                                                      | 17                                                                      | 28                                                                      | 20                                                                      | 22                                                                      | 32                                                                      | 40                                                                      | 16                                                                      | 23                                                                      | 14                                                                      |                                                                         |                                                                         |                                                                         |
| 28                                                                      | Danica Patrick                                                          | 511                                                                     | 24                                                                      | -                                                                       |                                                                         | 7                                                                       | 33                                                                      | 17                                                                      | 36                                                                      | 22                                                                      | 26                                                                      | 23                                                                      | 24                                                                      | 36                                                                      | 18                                                                      | 38                                                                      | 36                                                                      | 25                                                                      | 10                                                                      | 16                                                                      | 37                                                                      | 17                                                                      | 25                                                                      | 15                                                                      | 13                                                                      | 11                                                                      | 15                                                                      | 22                                                                      | 22                                                                      | 25                                                                      | 26                                                                      | 23                                                                      | 18                                                                      | 18                                                                      | 18                                                                      | 38                                                                      | 21                                                                      | 38                                                                      | 17                                                                      | 17                                                                      | 25                                                                      | 37                                                                      |                                                                         |                                                                         |                                                                         |
| 29                                                                      | Aric Almirola                                                           | 502                                                                     | -                                                                       | -                                                                       | 8                                                                       |                                                                         | 4                                                                       | 27                                                                      | 14                                                                      | 17                                                                      | 19                                                                      | 18                                                                      | 18                                                                      | 22                                                                      | 9                                                                       | 4                                                                       | 38                                                                      | -                                                                       | -                                                                       | -                                                                       | -                                                                       | -                                                                       | -                                                                       | -                                                                       | 24                                                                      | 13                                                                      | 38                                                                      | 21                                                                      | 12                                                                      | 37                                                                      | 20                                                                      | 17                                                                      | 24                                                                      | 26                                                                      | 25                                                                      | 24                                                                      | 5                                                                       | 9                                                                       | 18                                                                      | 15                                                                      | 9                                                                       | 18                                                                      |                                                                         |                                                                         |                                                                         |
| 30                                                                      | David Ragan                                                             | 447                                                                     | 9                                                                       | -                                                                       |                                                                         | 11                                                                      | 25                                                                      | 23                                                                      | 29                                                                      | 35                                                                      | 31                                                                      | 24                                                                      | 28                                                                      | 23                                                                      | 19                                                                      | 10                                                                      | 17                                                                      | 23                                                                      | 30                                                                      | 25                                                                      | 29                                                                      | 31                                                                      | 6                                                                       | 24                                                                      | 29                                                                      | 38                                                                      | 22                                                                      | 27                                                                      | 30                                                                      | 17                                                                      | 25                                                                      | 27                                                                      | 29                                                                      | 29                                                                      | 21                                                                      | 37                                                                      | 10                                                                      | 17                                                                      | 28                                                                      | 30                                                                      | 33                                                                      | 17                                                                      |                                                                         |                                                                         |                                                                         |
| 31                                                                      | Landon Cassill (en)                                                     | 382                                                                     | -                                                                       | -                                                                       | 15                                                                      |                                                                         | 16                                                                      | 22                                                                      | 27                                                                      | 28                                                                      | 27                                                                      | 27                                                                      | 29                                                                      | 32                                                                      | 21                                                                      | 29                                                                      | 21                                                                      | 28                                                                      | 36                                                                      | 27                                                                      | 32                                                                      | 30                                                                      | 19                                                                      | 26                                                                      | 23                                                                      | 22                                                                      | 26                                                                      | 36                                                                      | 25                                                                      | 35                                                                      | 21                                                                      | 39                                                                      | 20                                                                      | 25                                                                      | 29                                                                      | 25                                                                      | 28                                                                      | 23                                                                      | 23                                                                      | 26                                                                      | 24                                                                      | 23                                                                      |                                                                         |                                                                         |                                                                         |
| 32                                                                      | Matt DiBenedetto (en)                                                   | 363                                                                     | -                                                                       | -                                                                       | 14                                                                      |                                                                         | 9                                                                       | 28                                                                      | 26                                                                      | 29                                                                      | 9                                                                       | 35                                                                      | 31                                                                      | 19                                                                      | 28                                                                      | 18                                                                      | 32                                                                      | 37                                                                      | 29                                                                      | 32                                                                      | 28                                                                      | 23                                                                      | 13                                                                      | 25                                                                      | 30                                                                      | 8                                                                       | 37                                                                      | 28                                                                      | 26                                                                      | 26                                                                      | 27                                                                      | 31                                                                      | 31                                                                      | 31                                                                      | 31                                                                      | 23                                                                      | 31                                                                      | 22                                                                      | 39                                                                      | 25                                                                      | 27                                                                      | 30                                                                      |                                                                         |                                                                         |                                                                         |
| 33                                                                      | Cole Whitt (en)                                                         | 322                                                                     | -                                                                       | -                                                                       | 10                                                                      |                                                                         | 18                                                                      | 20                                                                      | 28                                                                      | 34                                                                      | 32                                                                      | 21                                                                      | 30                                                                      | 21                                                                      | 27                                                                      | 16                                                                      | 26                                                                      | 34                                                                      | 22                                                                      | 30                                                                      | 31                                                                      | 21                                                                      | 39                                                                      | \| 34                                                                   | 38                                                                      | 12                                                                      | 24                                                                      | 34                                                                      | 29                                                                      | 33                                                                      | 23                                                                      | 33                                                                      | 35                                                                      | 30                                                                      | 32                                                                      | 34                                                                      | 34                                                                      | 24                                                                      | 25                                                                      | 29                                                                      | 36                                                                      | 28                                                                      |                                                                         |                                                                         |                                                                         |
| 34                                                                      | Gray Gaulding (en) R                                                    | 164                                                                     | -                                                                       | -                                                                       |                                                                         |                                                                         |                                                                         | 37                                                                      | 34                                                                      | 36                                                                      | 37                                                                      | 29                                                                      | 34                                                                      | 29                                                                      | 31                                                                      | 20                                                                      | 34                                                                      | 27                                                                      | 24                                                                      | 29                                                                      | -                                                                       | -                                                                       | -                                                                       | 35                                                                      | 35                                                                      | 24                                                                      | 31                                                                      | -                                                                       | -                                                                       | 31                                                                      | 36                                                                      | 35                                                                      | 38                                                                      | 37                                                                      | -                                                                       | 36                                                                      | -                                                                       | 28                                                                      | 31                                                                      | 40                                                                      | -                                                                       | -                                                                       |                                                                         |                                                                         |                                                                         |
| 35                                                                      | Reed Sorenson                                                           | 150                                                                     | -                                                                       | -                                                                       | 21                                                                      |                                                                         | DNQ                                                                     | 31                                                                      | 31                                                                      | 30                                                                      | 34                                                                      | 31                                                                      | 35                                                                      | 28                                                                      | 33                                                                      | 40                                                                      | 25                                                                      | 30                                                                      | -                                                                       | 31                                                                      | 34                                                                      | -                                                                       | 30                                                                      | 28                                                                      | 34                                                                      | -                                                                       | -                                                                       | -                                                                       | 33                                                                      | 38                                                                      | 39                                                                      | 30                                                                      | 32                                                                      | 28                                                                      | 39                                                                      | 31                                                                      | -                                                                       | 25                                                                      | 32                                                                      | 31                                                                      | -                                                                       | 35                                                                      |                                                                         |                                                                         |                                                                         |
| 36                                                                      | Jeffrey Earnhardt (en)                                                  | 145                                                                     | -                                                                       | -                                                                       |                                                                         | 18                                                                      | 26                                                                      | 33                                                                      | 32                                                                      | 39                                                                      | 39                                                                      | 36                                                                      | 40                                                                      | 27                                                                      | 35                                                                      | 28                                                                      | 33                                                                      | 40                                                                      | 27                                                                      | 34                                                                      | 35                                                                      | -                                                                       | 37                                                                      | 29                                                                      | 33                                                                      | 26                                                                      | 36                                                                      | -                                                                       | 35                                                                      | 40                                                                      | 30                                                                      | 33                                                                      | 34                                                                      | 38                                                                      | 37                                                                      | 30                                                                      | 38                                                                      | 26                                                                      | 38                                                                      | 33                                                                      | 29                                                                      | 32                                                                      |                                                                         |                                                                         |                                                                         |
| 37                                                                      | Derrike Cope                                                            | 42                                                                      | -                                                                       | -                                                                       | -                                                                       | -                                                                       | -                                                                       | 36                                                                      | 35                                                                      | 33                                                                      | 38                                                                      | -                                                                       | 37                                                                      | 31                                                                      | -                                                                       | -                                                                       | 39                                                                      | 31                                                                      | -                                                                       | 33                                                                      | -                                                                       | -                                                                       | -                                                                       | -                                                                       | -                                                                       | -                                                                       | 34                                                                      | -                                                                       | 39                                                                      | -                                                                       | 32                                                                      | 36                                                                      | -                                                                       | -                                                                       | -                                                                       | -                                                                       | -                                                                       | 40                                                                      | -                                                                       | -                                                                       | 32                                                                      | -                                                                       |                                                                         |                                                                         |                                                                         |
| 38                                                                      | Michael Waltrip                                                         | 29                                                                      | -                                                                       | -                                                                       |                                                                         | 17                                                                      | 8                                                                       | -                                                                       | -                                                                       | -                                                                       | -                                                                       | -                                                                       | -                                                                       | -                                                                       | -                                                                       | -                                                                       | -                                                                       | -                                                                       | -                                                                       | -                                                                       | -                                                                       | -                                                                       | -                                                                       | -                                                                       | -                                                                       | -                                                                       | -                                                                       | -                                                                       | -                                                                       | -                                                                       | -                                                                       | -                                                                       | -                                                                       | -                                                                       | -                                                                       | -                                                                       | -                                                                       | -                                                                       | -                                                                       | -                                                                       | -                                                                       | -                                                                       |                                                                         |                                                                         |                                                                         |
| 39                                                                      | D. J. Kennington                                                        | 17                                                                      | -                                                                       | -                                                                       |                                                                         | 15                                                                      | 36                                                                      | -                                                                       | -                                                                       | -                                                                       | -                                                                       | -                                                                       | -                                                                       | -                                                                       | -                                                                       | DNQ                                                                     | -                                                                       | -                                                                       | -                                                                       | -                                                                       | -                                                                       | -                                                                       | 38                                                                      | -                                                                       | -                                                                       | -                                                                       | -                                                                       | -                                                                       | -                                                                       | -                                                                       | -                                                                       | -                                                                       | -                                                                       | -                                                                       | -                                                                       | -                                                                       | 33                                                                      | -                                                                       | -                                                                       | -                                                                       | 26                                                                      | -                                                                       |                                                                         |                                                                         |                                                                         |
| 40                                                                      | Billy Johnson (en)                                                      | 15                                                                      | -                                                                       | -                                                                       | -                                                                       | -                                                                       | -                                                                       | -                                                                       | -                                                                       | -                                                                       | -                                                                       | -                                                                       | -                                                                       | -                                                                       | -                                                                       | -                                                                       | -                                                                       | -                                                                       | -                                                                       | -                                                                       | -                                                                       | 22                                                                      | -                                                                       | -                                                                       | -                                                                       | -                                                                       | -                                                                       | -                                                                       | -                                                                       | -                                                                       | -                                                                       | -                                                                       | -                                                                       | -                                                                       | -                                                                       | -                                                                       | -                                                                       | -                                                                       | -                                                                       | -                                                                       | -                                                                       | -                                                                       |                                                                         |                                                                         |                                                                         |
| 41                                                                      | Boris Said                                                              | 15                                                                      | -                                                                       | -                                                                       | -                                                                       | -                                                                       | -                                                                       | -                                                                       | -                                                                       | -                                                                       | -                                                                       | -                                                                       | -                                                                       | -                                                                       | -                                                                       | -                                                                       | -                                                                       | -                                                                       | -                                                                       | -                                                                       | -                                                                       | 29                                                                      | -                                                                       | -                                                                       | -                                                                       | -                                                                       | -                                                                       | 30                                                                      | -                                                                       | -                                                                       | -                                                                       | -                                                                       | -                                                                       | -                                                                       | -                                                                       | -                                                                       | -                                                                       | -                                                                       | -                                                                       | -                                                                       | -                                                                       | -                                                                       |                                                                         |                                                                         |                                                                         |
| 42                                                                      | Gary Klutt (en)                                                         | 6                                                                       | -                                                                       | -                                                                       | -                                                                       | -                                                                       | -                                                                       | -                                                                       | -                                                                       | -                                                                       | -                                                                       | -                                                                       | -                                                                       | -                                                                       | -                                                                       | -                                                                       | -                                                                       | -                                                                       | -                                                                       | -                                                                       | -                                                                       | -                                                                       | -                                                                       | -                                                                       | -                                                                       | -                                                                       | -                                                                       | 31                                                                      | -                                                                       | -                                                                       | -                                                                       | -                                                                       | -                                                                       | -                                                                       | -                                                                       | -                                                                       | -                                                                       | -                                                                       | -                                                                       | -                                                                       | -                                                                       | -                                                                       |                                                                         |                                                                         |                                                                         |
| 43                                                                      | Cody Ware (en)                                                          | 6                                                                       | -                                                                       | -                                                                       | -                                                                       | -                                                                       | -                                                                       | 39                                                                      | -                                                                       | -                                                                       | -                                                                       | -                                                                       | -                                                                       | -                                                                       | -                                                                       | -                                                                       | -                                                                       | -                                                                       | 35                                                                      | 39                                                                      | -                                                                       | -                                                                       | -                                                                       | -                                                                       | -                                                                       | -                                                                       | -                                                                       | -                                                                       | -                                                                       | -                                                                       | 37                                                                      | -                                                                       | -                                                                       | 39                                                                      | -                                                                       | -                                                                       | -                                                                       | -                                                                       | -                                                                       | -                                                                       | -                                                                       | -                                                                       |                                                                         |                                                                         |                                                                         |
| 44                                                                      | Alon Day (en)                                                           | 5                                                                       | -                                                                       | -                                                                       | -                                                                       | -                                                                       | -                                                                       | -                                                                       | -                                                                       | -                                                                       | -                                                                       | -                                                                       | -                                                                       | -                                                                       | -                                                                       | -                                                                       | -                                                                       | -                                                                       | -                                                                       | -                                                                       | -                                                                       | 32                                                                      | -                                                                       | -                                                                       | -                                                                       | -                                                                       | -                                                                       | -                                                                       | -                                                                       | -                                                                       | -                                                                       | -                                                                       | -                                                                       | -                                                                       | -                                                                       | -                                                                       | -                                                                       | -                                                                       | -                                                                       | -                                                                       | -                                                                       | -                                                                       |                                                                         |                                                                         |                                                                         |
| 45                                                                      | Kyle Weatherman (en)                                                    | 5                                                                       | -                                                                       | -                                                                       | -                                                                       | -                                                                       | -                                                                       | -                                                                       | -                                                                       | -                                                                       | -                                                                       | -                                                                       | -                                                                       | -                                                                       | -                                                                       | -                                                                       | -                                                                       | -                                                                       | -                                                                       | -                                                                       | -                                                                       | -                                                                       | -                                                                       | -                                                                       | -                                                                       | -                                                                       | -                                                                       | -                                                                       | -                                                                       | -                                                                       | -                                                                       | -                                                                       | -                                                                       | -                                                                       | -                                                                       | -                                                                       | -                                                                       | -                                                                       | 35                                                                      | -                                                                       | 34                                                                      | -                                                                       |                                                                         |                                                                         |                                                                         |
| 46                                                                      | Kevin O'Connell (en)                                                    | 4                                                                       | -                                                                       | -                                                                       | -                                                                       | -                                                                       | -                                                                       | -                                                                       | -                                                                       | -                                                                       | -                                                                       | -                                                                       | -                                                                       | -                                                                       | -                                                                       | -                                                                       | -                                                                       | -                                                                       | -                                                                       | -                                                                       | -                                                                       | 33                                                                      | -                                                                       | -                                                                       | -                                                                       | -                                                                       | -                                                                       | -                                                                       | -                                                                       | -                                                                       | -                                                                       | -                                                                       | -                                                                       | -                                                                       | -                                                                       | -                                                                       | -                                                                       | -                                                                       | -                                                                       | -                                                                       | -                                                                       | -                                                                       |                                                                         |                                                                         |                                                                         |
| 47                                                                      | Tommy Regan (en)                                                        | 3                                                                       | -                                                                       | -                                                                       | -                                                                       | -                                                                       | -                                                                       | -                                                                       | -                                                                       | -                                                                       | -                                                                       | -                                                                       | -                                                                       | -                                                                       | -                                                                       | -                                                                       | -                                                                       | -                                                                       | -                                                                       | -                                                                       | -                                                                       | 34                                                                      | -                                                                       | -                                                                       | -                                                                       | -                                                                       | -                                                                       | -                                                                       | -                                                                       | -                                                                       | -                                                                       | -                                                                       | -                                                                       | -                                                                       | -                                                                       | -                                                                       | -                                                                       | -                                                                       | -                                                                       | -                                                                       | -                                                                       | -                                                                       |                                                                         |                                                                         |                                                                         |
| 48                                                                      | Hermie Sadler (en)                                                      | 3                                                                       | -                                                                       | -                                                                       | -                                                                       | -                                                                       | -                                                                       | -                                                                       | -                                                                       | -                                                                       | -                                                                       | -                                                                       | -                                                                       | -                                                                       | -                                                                       | -                                                                       | -                                                                       | -                                                                       | -                                                                       | -                                                                       | -                                                                       | -                                                                       | -                                                                       | -                                                                       | -                                                                       | -                                                                       | -                                                                       | -                                                                       | -                                                                       | -                                                                       | -                                                                       | -                                                                       | -                                                                       | -                                                                       | -                                                                       | -                                                                       | -                                                                       | -                                                                       | 34                                                                      | -                                                                       | -                                                                       | -                                                                       |                                                                         |                                                                         |                                                                         |
| Pilotes non-éligibles pour la course au titre                           |                                                                         |                                                                         |                                                                         |                                                                         |                                                                         |                                                                         |                                                                         |                                                                         |                                                                         |                                                                         |                                                                         |                                                                         |                                                                         |                                                                         |                                                                         |                                                                         |                                                                         |                                                                         |                                                                         |                                                                         |                                                                         |                                                                         |                                                                         |                                                                         |                                                                         |                                                                         |                                                                         |                                                                         |                                                                         |                                                                         |                                                                         |                                                                         |                                                                         |                                                                         |                                                                         |                                                                         |                                                                         |                                                                         |                                                                         |                                                                         |                                                                         |                                                                         |                                                                         |                                                                         |                                                                         |
| Pos.                                                                    | Pilote                                                                  | Pts                                                                     | Seg                                                                     | Bonus                                                                   |                                                                         | DAY                                                                     | DAY                                                                     | DAY                                                                     | ATL                                                                     | LAS                                                                     | PHO                                                                     | FON                                                                     | MAR                                                                     | TEX                                                                     | BRI                                                                     | RCH                                                                     | TAL                                                                     | KAN                                                                     | CHA                                                                     | DOV                                                                     | POC                                                                     | MCH                                                                     | SON                                                                     | DAY                                                                     | KEN                                                                     | NHA                                                                     | IND                                                                     | POC                                                                     | GLN                                                                     | MCH                                                                     | BRI                                                                     | DAR                                                                     | RCH                                                                     |                                                                         | CHI                                                                     | NHA                                                                     | DOV                                                                     | CHA                                                                     | TAL                                                                     | KAN                                                                     | MAR                                                                     | TEX                                                                     | PHO                                                                     | HOM                                                                     |                                                                         |
| Pos.                                                                    | Pilote                                                                  | Pts                                                                     | Seg                                                                     | Bonus                                                                   | D1                                                                      | D2                                                                      | 500                                                                     |                                                                         | ATL                                                                     | LAS                                                                     | PHO                                                                     | FON                                                                     | MAR                                                                     | TEX                                                                     | BRI                                                                     | RCH                                                                     | TAL                                                                     | KAN                                                                     | CHA                                                                     | DOV                                                                     | POC                                                                     | MCH                                                                     | SON                                                                     | DAY                                                                     | KEN                                                                     | NHA                                                                     | IND                                                                     | POC                                                                     | GLN                                                                     | MCH                                                                     | BRI                                                                     | DAR                                                                     | RCH                                                                     |                                                                         | CHI                                                                     | NHA                                                                     | DOV                                                                     | CHA                                                                     | TAL                                                                     | KAN                                                                     | MAR                                                                     | TEX                                                                     | PHO                                                                     | HOM                                                                     |                                                                         |
|                                                                         | Brendan Gaughan (en)                                                    | -                                                                       | -                                                                       | -                                                                       | 19                                                                      |                                                                         | 11                                                                      | -                                                                       | -                                                                       | -                                                                       | -                                                                       | -                                                                       | -                                                                       | -                                                                       | -                                                                       | 26                                                                      | -                                                                       | -                                                                       | -                                                                       | -                                                                       | -                                                                       | -                                                                       | 7                                                                       | -                                                                       | -                                                                       | -                                                                       | -                                                                       | -                                                                       | -                                                                       | -                                                                       | -                                                                       | -                                                                       | -                                                                       | -                                                                       | -                                                                       | -                                                                       | 19                                                                      | -                                                                       | -                                                                       | -                                                                       | -                                                                       | -                                                                       |                                                                         |                                                                         |                                                                         |
|                                                                         | Darrell Wallace Jr. (en)                                                | -                                                                       | -                                                                       | -                                                                       | -                                                                       | -                                                                       | -                                                                       | -                                                                       | -                                                                       | -                                                                       | -                                                                       | -                                                                       | -                                                                       | -                                                                       | -                                                                       | -                                                                       | -                                                                       | -                                                                       | -                                                                       | 26                                                                      | 19                                                                      | -                                                                       | 15                                                                      | 11                                                                      | -                                                                       | -                                                                       | -                                                                       | -                                                                       | -                                                                       | -                                                                       | -                                                                       | -                                                                       | -                                                                       | -                                                                       | -                                                                       | -                                                                       | -                                                                       | -                                                                       | -                                                                       | -                                                                       | -                                                                       | -                                                                       |                                                                         |                                                                         |                                                                         |
|                                                                         | Corey LaJoie (R- **)                                                    | -                                                                       | -                                                                       | -                                                                       | 18                                                                      |                                                                         | 24                                                                      | 34                                                                      | 39                                                                      | 38                                                                      | 30                                                                      | 28                                                                      | 32                                                                      | 24                                                                      | 32                                                                      | 27                                                                      | 27                                                                      | 32                                                                      | -                                                                       | 28                                                                      | 30                                                                      | -                                                                       | 11                                                                      | -                                                                       | 31                                                                      | 40                                                                      | 25                                                                      | 33                                                                      | 31                                                                      | 28                                                                      | 28                                                                      | 29                                                                      | 36                                                                      | 27                                                                      | 34                                                                      | 28                                                                      | -                                                                       | 27                                                                      | 33                                                                      | 39                                                                      | 31                                                                      | 31                                                                      |                                                                         |                                                                         |                                                                         |
|                                                                         | Timmy Hill (en)                                                         | -                                                                       | -                                                                       | -                                                                       |                                                                         | 21                                                                      | DNQ                                                                     | -                                                                       | 37                                                                      | 32                                                                      | 35                                                                      | 33                                                                      | 39                                                                      | 37                                                                      | 34                                                                      | -                                                                       | 28                                                                      | 29                                                                      | 28                                                                      | -                                                                       | -                                                                       | -                                                                       | -                                                                       | 31                                                                      | -                                                                       | 14                                                                      | -                                                                       | -                                                                       | -                                                                       | DNQ                                                                     | -                                                                       | -                                                                       | 39                                                                      | -                                                                       | 40                                                                      | 33                                                                      | -                                                                       | -                                                                       | -                                                                       | -                                                                       | -                                                                       | -                                                                       |                                                                         |                                                                         |                                                                         |
|                                                                         | Elliott Sadler                                                          | -                                                                       | -                                                                       | -                                                                       |                                                                         | 16                                                                      | 20                                                                      | -                                                                       | -                                                                       | -                                                                       | -                                                                       | -                                                                       | -                                                                       | -                                                                       | -                                                                       | 17                                                                      | -                                                                       | -                                                                       | -                                                                       | -                                                                       | -                                                                       | -                                                                       | 21                                                                      | -                                                                       | -                                                                       | -                                                                       | -                                                                       | -                                                                       | -                                                                       | -                                                                       | -                                                                       | -                                                                       | -                                                                       | -                                                                       | -                                                                       | -                                                                       | -                                                                       | -                                                                       | -                                                                       | -                                                                       | -                                                                       | -                                                                       |                                                                         |                                                                         |                                                                         |
|                                                                         | Ross Chastain                                                           | -                                                                       | -                                                                       | -                                                                       | -                                                                       | -                                                                       | -                                                                       | -                                                                       | -                                                                       | -                                                                       | -                                                                       | -                                                                       | -                                                                       | -                                                                       | -                                                                       | -                                                                       | -                                                                       | -                                                                       | 20                                                                      | -                                                                       | -                                                                       | -                                                                       | -                                                                       | -                                                                       | -                                                                       | -                                                                       | -                                                                       | -                                                                       | -                                                                       | -                                                                       | -                                                                       | -                                                                       | -                                                                       | -                                                                       | 38                                                                      | -                                                                       | -                                                                       | -                                                                       | -                                                                       | -                                                                       | -                                                                       | -                                                                       |                                                                         |                                                                         |                                                                         |
|                                                                         | Joey Gase (en)                                                          | -                                                                       | -                                                                       | -                                                                       | 17                                                                      |                                                                         | 23                                                                      | -                                                                       | -                                                                       | -                                                                       | -                                                                       | -                                                                       | -                                                                       | -                                                                       | -                                                                       | 21                                                                      | -                                                                       | -                                                                       | -                                                                       | -                                                                       | -                                                                       | -                                                                       | -                                                                       | 36                                                                      | -                                                                       | 25                                                                      | -                                                                       | -                                                                       | -                                                                       | 34                                                                      | -                                                                       | -                                                                       | -                                                                       | -                                                                       | -                                                                       | -                                                                       | 32                                                                      | -                                                                       | -                                                                       | 32                                                                      | 30                                                                      | 39                                                                      |                                                                         |                                                                         |                                                                         |
|                                                                         | Regan Smith                                                             | -                                                                       | -                                                                       | -                                                                       | -                                                                       | -                                                                       | -                                                                       | -                                                                       | -                                                                       | -                                                                       | -                                                                       | -                                                                       | -                                                                       | -                                                                       | -                                                                       | -                                                                       | -                                                                       | 22                                                                      | 24                                                                      | -                                                                       | -                                                                       | -                                                                       | -                                                                       | -                                                                       | -                                                                       | -                                                                       | -                                                                       | -                                                                       | -                                                                       | -                                                                       | -                                                                       | -                                                                       | -                                                                       | -                                                                       | -                                                                       | -                                                                       | -                                                                       | -                                                                       | -                                                                       | -                                                                       | -                                                                       | -                                                                       |                                                                         |                                                                         |                                                                         |
|                                                                         | Ryan Sieg (en)                                                          | -                                                                       | -                                                                       | -                                                                       | -                                                                       | -                                                                       | -                                                                       | -                                                                       | -                                                                       | -                                                                       | -                                                                       | -                                                                       | -                                                                       | -                                                                       | -                                                                       | -                                                                       | -                                                                       | -                                                                       | 26                                                                      | -                                                                       | 33                                                                      | -                                                                       | 40                                                                      | -                                                                       | -                                                                       | -                                                                       | -                                                                       | -                                                                       | -                                                                       | -                                                                       | -                                                                       | -                                                                       | -                                                                       | -                                                                       | -                                                                       | -                                                                       | -                                                                       | -                                                                       | -                                                                       | -                                                                       | -                                                                       | -                                                                       |                                                                         |                                                                         |                                                                         |
|                                                                         | J.J. Yeley                                                              | -                                                                       | -                                                                       | -                                                                       | -                                                                       | -                                                                       | -                                                                       | -                                                                       | -                                                                       | -                                                                       | -                                                                       | -                                                                       | 27                                                                      | -                                                                       | -                                                                       | -                                                                       | -                                                                       | 26                                                                      | -                                                                       | -                                                                       | -                                                                       | -                                                                       | -                                                                       | -                                                                       | -                                                                       | 37                                                                      | -                                                                       | -                                                                       | -                                                                       | 30                                                                      | -                                                                       | -                                                                       | -                                                                       | -                                                                       | -                                                                       | -                                                                       | -                                                                       | -                                                                       | -                                                                       | -                                                                       | -                                                                       | -                                                                       |                                                                         |                                                                         |                                                                         |
|                                                                         | B. J. McLeod (en)                                                       | -                                                                       | -                                                                       | -                                                                       | -                                                                       | -                                                                       | -                                                                       | -                                                                       | -                                                                       | -                                                                       | -                                                                       | -                                                                       | -                                                                       | -                                                                       | -                                                                       | -                                                                       | -                                                                       | -                                                                       | -                                                                       | -                                                                       | -                                                                       | -                                                                       | -                                                                       | -                                                                       | -                                                                       | 32                                                                      | -                                                                       | -                                                                       | 36                                                                      | 32                                                                      | -                                                                       | 37                                                                      | -                                                                       | -                                                                       | 36                                                                      | 32                                                                      | -                                                                       | 30                                                                      | -                                                                       | -                                                                       | -                                                                       | -                                                                       |                                                                         |                                                                         |                                                                         |
|                                                                         | Brett Moffitt (en)                                                      | -                                                                       | -                                                                       | -                                                                       | -                                                                       | -                                                                       | -                                                                       | -                                                                       | -                                                                       | -                                                                       | -                                                                       | -                                                                       | -                                                                       | -                                                                       | -                                                                       | -                                                                       | -                                                                       | -                                                                       | -                                                                       | -                                                                       | -                                                                       | -                                                                       | -                                                                       | -                                                                       | -                                                                       | -                                                                       | -                                                                       | 32                                                                      | 32                                                                      | -                                                                       | -                                                                       | -                                                                       | 37                                                                      | 32                                                                      | 33                                                                      | 39                                                                      | -                                                                       | 31                                                                      | -                                                                       | -                                                                       | -                                                                       | -                                                                       |                                                                         |                                                                         |                                                                         |
|                                                                         | Carl Long (en)                                                          | -                                                                       | -                                                                       | -                                                                       | -                                                                       | -                                                                       | -                                                                       | -                                                                       | -                                                                       | -                                                                       | -                                                                       | -                                                                       | -                                                                       | -                                                                       | -                                                                       | -                                                                       | -                                                                       | 31                                                                      | -                                                                       | -                                                                       | -                                                                       | -                                                                       | -                                                                       | -                                                                       | -                                                                       | -                                                                       | -                                                                       | -                                                                       | -                                                                       | -                                                                       | 33                                                                      | -                                                                       | -                                                                       | -                                                                       | -                                                                       | -                                                                       | -                                                                       | -                                                                       | 36                                                                      | -                                                                       | -                                                                       | -                                                                       |                                                                         |                                                                         |                                                                         |
|                                                                         | Stephen Leicht (en)**                                                   | -                                                                       | -                                                                       | -                                                                       | -                                                                       | -                                                                       | -                                                                       | -                                                                       | -                                                                       | -                                                                       | -                                                                       | -                                                                       | -                                                                       | -                                                                       | -                                                                       | -                                                                       | -                                                                       | -                                                                       | -                                                                       | -                                                                       | -                                                                       | -                                                                       | -                                                                       | -                                                                       | -                                                                       | -                                                                       | 32                                                                      | -                                                                       | -                                                                       | -                                                                       | -                                                                       | -                                                                       | -                                                                       | -                                                                       | -                                                                       | -                                                                       | -                                                                       | -                                                                       | -                                                                       | -                                                                       | -                                                                       | -                                                                       |                                                                         |                                                                         |                                                                         |
|                                                                         | Ray Black Jr. (en)                                                      | -                                                                       | -                                                                       | -                                                                       | -                                                                       | -                                                                       | -                                                                       | -                                                                       | -                                                                       | -                                                                       | -                                                                       | -                                                                       | -                                                                       | -                                                                       | -                                                                       | -                                                                       | -                                                                       | -                                                                       | -                                                                       | -                                                                       | -                                                                       | -                                                                       | -                                                                       | -                                                                       | -                                                                       | -                                                                       | -                                                                       | -                                                                       | -                                                                       | -                                                                       | -                                                                       | 40                                                                      | -                                                                       | -                                                                       | -                                                                       | -                                                                       | -                                                                       | -                                                                       | -                                                                       | 34                                                                      | -                                                                       | 38                                                                      |                                                                         |                                                                         |                                                                         |
|                                                                         | Josh Bilicki (en)                                                       | -                                                                       | -                                                                       | -                                                                       | -                                                                       | -                                                                       | -                                                                       | -                                                                       | -                                                                       | -                                                                       | -                                                                       | -                                                                       | -                                                                       | -                                                                       | -                                                                       | -                                                                       | -                                                                       | -                                                                       | -                                                                       | -                                                                       | -                                                                       | 36                                                                      | -                                                                       | -                                                                       | 36                                                                      | -                                                                       | -                                                                       | -                                                                       | -                                                                       | -                                                                       | -                                                                       | -                                                                       | -                                                                       | -                                                                       | -                                                                       | -                                                                       | -                                                                       | -                                                                       | -                                                                       | -                                                                       | -                                                                       | -                                                                       |                                                                         |                                                                         |                                                                         |
|                                                                         | David Starr (en)                                                        | -                                                                       | -                                                                       | -                                                                       | -                                                                       | -                                                                       | -                                                                       | -                                                                       | -                                                                       | -                                                                       | -                                                                       | -                                                                       | -                                                                       | -                                                                       | -                                                                       | -                                                                       | -                                                                       | -                                                                       | -                                                                       | -                                                                       | -                                                                       | -                                                                       | -                                                                       | -                                                                       | -                                                                       | -                                                                       | -                                                                       | -                                                                       | -                                                                       | -                                                                       | -                                                                       | -                                                                       | -                                                                       | -                                                                       | -                                                                       | -                                                                       | -                                                                       | -                                                                       | -                                                                       | 38                                                                      | 28                                                                      | 36                                                                      |                                                                         |                                                                         |                                                                         |
|                                                                         | Mark Thomson (en)                                                       | -                                                                       | -                                                                       | -                                                                       | -                                                                       | -                                                                       | -                                                                       | -                                                                       | -                                                                       | -                                                                       | -                                                                       | -                                                                       | -                                                                       | -                                                                       | -                                                                       | -                                                                       | -                                                                       | -                                                                       | -                                                                       | -                                                                       | -                                                                       | -                                                                       | -                                                                       | -                                                                       | -                                                                       | -                                                                       | -                                                                       | -                                                                       | -                                                                       | -                                                                       | -                                                                       | -                                                                       | -                                                                       | -                                                                       | -                                                                       | -                                                                       | 39                                                                      | -                                                                       | -                                                                       | -                                                                       | -                                                                       | -                                                                       |                                                                         |                                                                         |                                                                         |
|                                                                         | Justin Marks (en)                                                       | -                                                                       | -                                                                       | -                                                                       | -                                                                       | -                                                                       | -                                                                       | -                                                                       | -                                                                       | -                                                                       | -                                                                       | -                                                                       | -                                                                       | -                                                                       | -                                                                       | -                                                                       | -                                                                       | -                                                                       | -                                                                       | -                                                                       | -                                                                       | -                                                                       | -                                                                       | -                                                                       | -                                                                       | -                                                                       | -                                                                       | -                                                                       | -                                                                       | -                                                                       | -                                                                       | -                                                                       | -                                                                       | -                                                                       | -                                                                       | -                                                                       | 40                                                                      | -                                                                       | -                                                                       | -                                                                       | -                                                                       | -                                                                       |                                                                         |                                                                         |                                                                         |
|                                                                         | Daniel Hemric (en)                                                      | -                                                                       | -                                                                       | -                                                                       | -                                                                       | -                                                                       | -                                                                       | -                                                                       | -                                                                       | -                                                                       | -                                                                       | -                                                                       | -                                                                       | -                                                                       | -                                                                       | -                                                                       | -                                                                       | -                                                                       | -                                                                       | -                                                                       | -                                                                       | -                                                                       | -                                                                       | -                                                                       | -                                                                       | -                                                                       | -                                                                       | -                                                                       | -                                                                       | -                                                                       | -                                                                       | -                                                                       | -                                                                       | -                                                                       | -                                                                       | -                                                                       | -                                                                       | -                                                                       | -                                                                       | QL                                                                      | -                                                                       | -                                                                       |                                                                         |                                                                         |                                                                         |
| Pos.                                                                    | Pilote                                                                  | Pts                                                                     | Seg                                                                     | Bonus                                                                   | D1                                                                      | D2                                                                      | 500                                                                     | ATL                                                                     | LAS                                                                     | PHO                                                                     | FON                                                                     | MAR                                                                     | TEX                                                                     | BRI                                                                     | RCH                                                                     | TAL                                                                     | KAN                                                                     | CHA                                                                     | DOV                                                                     | POC                                                                     | MCH                                                                     | SON                                                                     | DAY                                                                     | KEN                                                                     | NHA                                                                     | IND                                                                     | POC                                                                     | GLN                                                                     | MCH                                                                     | BRI                                                                     | DAR                                                                     | RCH                                                                     | CHI                                                                     | NHA                                                                     | DOV                                                                     | CHA                                                                     | TAL                                                                     | KAN                                                                     | MAR                                                                     | TEX                                                                     | PHO                                                                     | HOM                                                                     |                                                                         |                                                                         |                                                                         |
| Pos.                                                                    | Pilote                                                                  | Pts                                                                     | Seg                                                                     | Bonus                                                                   | DAY                                                                     |                                                                         |                                                                         | ATL                                                                     | LAS                                                                     | PHO                                                                     | FON                                                                     | MAR                                                                     | TEX                                                                     | BRI                                                                     | RCH                                                                     | TAL                                                                     | KAN                                                                     | CHA                                                                     | DOV                                                                     | POC                                                                     | MCH                                                                     | SON                                                                     | DAY                                                                     | KEN                                                                     | NHA                                                                     | IND                                                                     | POC                                                                     | GLN                                                                     | MCH                                                                     | BRI                                                                     | DAR                                                                     | RCH                                                                     | CHI                                                                     | NHA                                                                     | DOV                                                                     | CHA                                                                     | TAL                                                                     | KAN                                                                     | MAR                                                                     | TEX                                                                     | PHO                                                                     | HOM                                                                     |                                                                         |                                                                         |                                                                         |

### Classement final des constructeurs
| Pos | Constructeurs | Victoires | Points |
| --- | ------------- | --------- | ------ |
| 1   | Toyota        | 16        | 1 292  |
| 2   | Ford          | 10        | 1 254  |
| 3   | Chevrolet     | 10        | 1 247  |

Note : Il n'y a que les 16 premières places de chaque course qui rapportent des points.

## Résumé de la saison

### Rapports de course de la saison régulière
Exhibition : Daytona Speedweeks 2017
La semaine à Daytona débute par l'Advance Auto Parts Clash. Cette course devait se disputer le samedi mais elle fut reportée au dimanche à cause de la pluie.
Brad Keselowski démarre en pole position. Les pilotes de l'équipe Joe Gibbs Racing seront été en tête la plupart du temps. C'est le dernier vainqueur, Denny Hamlin, qui aura mené le plus de tour. Plusieurs accidents élimineront quelques pilotes. Kurt Busch percute le mur après un contact avec la voiture de Jimmie Johnson. Ce dernier Johnson démoli plus tard sa voiture et Martin Truex Jr. heurte également le mur après un contact avec la voiture de Kyle Larson dans un accrochage impliquant également Chris Buescher.
Au restart, Keselowski commence à chasser Hamlin et finit par se retrouver second au drapeau blanc. Lors du dernier tour, Keselowski tente de dépasser Hamlin, mais ce dernier se rabat et les voitures se heurtent. Il n'y a pas de neutralisation les pilotes restant en course. Joey Logano profite de l'accrochage pour passer en tête. Il tient jusqu'à la ligne d'arrivée et gagne son premier Clash. Il devance Kyle Busch, Alex Bowman, Danica Patrick et Kevin Harvick.
Le même jour, lors des qualifications, Chase Elliott décroche, comme en 2016, la pole position pour le Daytona 500. Il s'agit également de la troisième pole consécutive au Daytona 500 pour l'équipe de la voiture no 24 puisque Jeff Gordon avait remporté la pole en 2015. Le dernier doublé (back-to-back) de la pole par un pilote avait été réalisé par Ken Schrader en 1989 et 1990. Dale Earnhardt Jr., coéquipier d'Elliott, obtient le second meilleur temps.
Course 1 : Daytona 500
- 18 changements de leader
- 8 drapeaux jaunes pendant un total de 40 tours
- 1 drapeau rouge pendant 17 minutes
- Durée totale de la course : 3 h 29 min 31 s
- Vitesse moyenne : 230,437 km/h

Chase Elliott débute la course en pole position. Celle-ci sera marquée par une série d'accidents impliquant 35 des 40 voitures présentes au départ. Le format de la course est inédit. Elle est divisée en 3 segments. Des points sont attribués aux pilotes terminant aux dix premières places des deux premiers segments mais également à tous les pilotes participant à la course.
Kyle Busch remporte le premier segment et Kevin Harvick le second. Avant l'arrivée du second segment, la voiture de Kyle Busch pivote en glissant à la sortie d'un virage. Elle entraîne dans l'accident les voitures d'Erik Jones, Matt Kenseth, Dale Earnhardt Jr. et Ty Dillon. Au début du troisième segment, un nouvel accident élimine Jimmie Johnson entraînant dans son sillage Harvick, Danica Patrick, Denny Hamlin, Chris Buescher, Trevor Bayne et d'autres pilotes.
Alors qu'il reste 50 tours à effectuer, un autre accident survient impliquant plusieurs voitures dont celles de Jamie McMurray, Ryan Newman, Brad Keselowski et Landon Cassill (en).
Elliott passe alors en tête pendant plusieurs tours. Arrivés dans les derniers tours, les leaders changent souvent. Kyle Larson mène à l'entrée du dernier tour de piste mais il arrive au bout de son carburant et rétrograde. Kurt Busch le dépasse et franchi la ligne d'arrivée en tête. Il remporte son premier Daytona 500 ainsi que son équipe, la Stewart-Haas Racing. Kurt Busch est suivi par Ryan Blaney, A.J. Allmendinger, Aric Almirola et Paul Menard.
Course 2 : Folds of Honor QuikTrip 500
- 5 changements de leader (5 pilotes différents)
- 6 drapeaux jaunes pendant un total de 32 tours
- 0 drapeau rouge
- Durée totale de la course : 3 h 33 min 8 s
- Vitesse moyenne : 226,753 km/h

Kevin Harvick démarre la course en pole position. Plusieurs pilotes dont Chase Elliott, Martin Truex Jr., Dale Earnhardt Jr. et Jimmie Johnson auront des problèmes avec leurs pneus tout au long de la course mais seront également pénalisé à cause de dépassements de la vitesse limite dans la ligne des stands. Harvick domine la course et remporte les deux premiers segments. Lors de son dernier passage au stand, Harvick dépasse la vitesse limite dans la ligne des stands. Pénalisé, il doit repasser par ceux-ci alors qu'il se trouve en tête de la course. Tout profit pour Brad Keselowski lequel remporte la course devant Kyle Larson. Keselowski gagne son premier Folds of Honor QuikTrip 500 à Atlanta et offre à Ford sa seconde victoire consécutive de la saison.
Course 3 : Kobalt 400
- 6 changements de leader (6 pilotes différents)
- 6 drapeaux jaunes pendant un total de 34 tours
- 0 drapeau rouge
- Durée totale de la course : 2 h 56 min 39 s
- Vitesse moyenne : 218,922 km/h

Brad Keselowski démarre en pole. Il mène la course pendant les 60 premiers tours avant que Martin Truex Jr. ne prenne la relève après l'arrêt aux stands. Corey LaJoie et Kevin Harvick rentrent définitivement aux stands à la suite d'accidents au cours du premier segment. Truex domine la course menant la plupart des tours des segments 1 et 2 qu'il remporte. Keselowski reprend la tête alors qu'il ne reste que 24 tours. À deux tours de l'arrivée, après une neutralisation (drapeau jaune) conséquent à une panne de la voiture de Danica Patrick, la voiture de Keselowski perd de la puissance. Truex en profite, passe en tête et remporte la course devant Kyle Larson. Kyle Busch est éjecté de la piste après un contact avec Joey Logano alors qu'ils sont en vue de l'arrivée. Après la course, Busch se rend à pied au stand de l'équipe de Logano pour s'expliquer. Une altercation éclate avec un membre de l'équipe de Logano pendant que celui-ci est retenu par un autre membre du staff. Keselowski termine 5e et prend la tête du championnat.
Course 4 : Camping World 500
- 8 changements de leader (8 pilotes différents)
- 8 drapeaux jaunes pendant un total de 45 tours
- 0 drapeau rouge
- Durée totale de la course : 3 h 0 min 41 s
- Vitesse moyenne : 167,808 km/h

Joey Logano débute en pole position. Dans le premier segment, Logano mène la plupart des tours. Dans les derniers tours, Logano doit repousser les attaques de Kyle Larson, Chase Elliott, Jamie McMurray et Kyle Busch. IL résiste et gagne le premier segment. Pour le second segment, Logano est toujours en tête de la course au drapeau vert mais se fait rejoindre par Larson et Elliott. Ce dernier prend la tête et va mener la plupart des tours du second segment. Logano se fait alors pénaliser pour excès de vitesse lors d'une rentrée aux stands. Elliott parvient à résister à Larson et gagne le deuxième segment. Dans le troisième segment, Elliott perd la première place au profit de Kyle Bush lequel domine la course, menant pendant 114 tours. Il se dirigeait vers la victoire lorsqu’à six tours de l'arrivée, un pneu de la voiture de Logano éclate, le faisant percuter le mur. Un drapeau jaune neutralise la course et celle-ci va en overtime (Green–white–checker finish). Les leaders effectuent un passage dans les stands à l'exception de Ryan Newman et Ricky Stenhouse Jr.. Lorsque le drapeau vert est agité, Stenhouse frotte Larson et celui-ci fait de même avec Newman qui, capable de s'extirper du groupe, prend la tête de la course. Lors du dernier tour, Larson ne parvient pas à le dépasser et Newman remporte sa première victoire pour l'équipe Richard Childress Racing, sa première victoire depuis celle d'Indianapolis en 2013, et la première pour Richard Childress depuis que Kevin Harvick n'ait gagné à Phoenix en 2013. Avec sa seconde place finale, Kyle Larson prend la tête du classement général.
Course 5 : Auto Club 400
- 8 changements de leader (8 pilotes différents)
- 7 drapeaux jaunes pendant un total de 29 tours
- 0 drapeau rouge
- Durée totale de la course : 2 h 57 min 46 s
- Vitesse moyenne : 219,449 km/h

C'est le leader provisoire du championnat, Kyle Larson qui occupe la pole position. Denny Hamlin, qui occupait la deuxième place, rate son départ et bloque toute sa ligne. Brad Keselowski le heurte à l'arrière et va ensuite être touché par la voiture de Jimmie Johnson. La voiture de Keselowski part en dérapage ce qui cause le premier drapeau jaune (neutralisation). Larson et Martin Truex Jr. sont les deux pilotes qui ont dominé la course, Larson remportant le premier segment, Truex le second.
Après le second segment, Truex conserve la tête de la course mais après un arrêt aux stands, Larson la lui qui reprend. Un dérapage de Gray Gaulding provoque un second drapeau jaune pour une durée de 20 tours. Au redémarrage, Matt Kenseth, heurté à l'arrière par Truex, va percuter le mur de la ligne droite arrière provoquant un nouveau drapeau jaune. Sur le redémarrage suivant, c'est au tour de Ricky Stenhouse Jr. de déraper provoquant un drapeau jaune. La course va en 'overtime (prolongation).
Larson reprend la tête à Hamlin. Il parvient à contenir Keselowski lequel a effectué une remarquable remontée après sa sortie de route en début de course. Larson gagne la deuxième course de sa carrière. Il est l'homme du weekend puisqu'il avait également remporté la veille la course des Xfinity Series.
Course 6 : STP 500
- 7 changements de leader (7 pilotes différents)
- 14 drapeaux jaunes pendant un total de 95 tours
- 0 drapeau rouge
- Durée totale de la course : 3 h 44 min 59 s
- Vitesse moyenne : 112,878 km/h

Le leader provisoire du championnat Kyle Larson démarre en pole après les courses qualificatives de vendredi. Il mène les premiers tours mais commence ensuite à rétrograder au classement. Le premier segment est remporté par Martin Truex Jr.. Dans le second segment, c'est Kyle Busch qui mène la plupart du temps mais un léger accrochage avec Ricky Stenhouse Jr. lors du dernier tour à quelques mètres de la ligne permet à Chase Elliott de remporter le second segment. Pour la dernière partie de course, plusieurs pilotes sont impliqués dans divers accidents dont Dale Earnhardt Jr., Kurt Busch et Daniel Suárez. Les derniers 150 tours seront une bataille entre Kyle Busch et Brad Keselowski. Keselowski parviendra à dépasser Busch et mener les derniers tours pour gagner sa seconde course de la saison.
Course 7 : O'Reilly Auto Parts 500
- 6 changements de leader (6 pilotes différents)
- 8 drapeaux jaunes pendant un total de 35 tours
- 0 drapeau rouge
- Durée totale de la course : 3 h 24 min 18 s
- Vitesse moyenne : 236,794 km/h

Kevin Harvick démarre en pole position. Harvick mène jusqu'à ce qu'il soit dépassé par Ryan Blaney après un restart consécutif à un accident entre les voitures de Gray Gaulding et de Jeffrey Earnhardt. Blaney domine ensuite la course, menant 148 tours et remportant les deux premiers segments. Cependant la stratégie mise en place par son équipe pour les arrêts aux stands va l'empêcher de remporter la course. Joey Logano ne rentre pas aux stands et se retrouve en tête de la course à l'entame des derniers tours. Jimmie Johnson dépasse cependant Logano à seize tours de l'arrivée et résiste au retour en trombe de Kyle Larson dans le dernier tour pour gagner sa septième victoire sur le circuit du Texas.
Course 8 : Food City 500
- 7 changements de leader (7 pilotes différents)
- 9 drapeaux jaunes pendant un total de 76 tours
- 1 drapeau rouge
- Durée totale de la course : 3 h 4 min 29 s
- Vitesse moyenne : 139,488 km/h

Le leader du championnat Kyle Larson débute en pole position la course, celle-ci ayant été reportée au lundi à cause de la pluie. Larson domine la course, menant 203 tours et gagnant le premier segment. Martin Truex Jr. remporte le second segment. Plusieurs pilotes vont avoir quelques soucis lors de cette course, Ryan Blaney avec sa pompe à carburant, Brad Keselowski diverses pannes et des accidents pour Dale Earnhardt Jr., Kyle Busch, Danica Patrick et Erik Jones. Jimmie Johnson, Joey Logano, Denny Hamlin, Kevin Harvick et Larson vont mener la course lors du dernier segment. Larson et Truex seront sanctionnés pour des excès de vitesse dans la ligne des stands. Johnson va lâcher respectivement Larson et Harvick pour ensuite contenir Clint Bowyer et remporter sa deuxième victoire consécutive de la saison.
Course 9 : Toyota Owners 400
- 8 changements de leader (8 pilotes différents)
- 9 drapeaux jaunes pendant un total de 53 tours
- 0 drapeau rouge
- Durée totale de la course : 3 h 12 min 8 s
- Vitesse moyenne : 150,771 km/h

Matt Kenseth démarre en pole. Après à peine quelques tours de circuit, la voiture d'Erik Jones heurte violemment le mur. Il doit abandonner. Kenseth remporte le premier segment après avoir mené les cent premiers tours. Il mêne aussi pendant le second segment mais se fait dépasser juste sur la ligne par Brad Keselowski. Lors du dernier segment, lors d'un pit-stop sous drapeau vert, les coéquipiers Jimmie Johnson et Dale Earnhardt Jr. se heurtent et Earnhardt percute le mur. Lors du redémarrage, Earnhardt a un pneu qui éclate et termine à nouveau dans le mur. Keselowski et Joey Logano, au contraire des autres pilotes, ne passent pas par les stands lors du drapeau jaune qui s'ensuit. Au restart, Logano devance Keselowski, mais Ryan Blaney à son tour est victime d'une fuite et heurte le mur. Nouveau drapeau jaune. Logano prend le meilleur sur Kyle Busch lors du put stop et reprend la tête au détriment de Kyle Larson. Il repousse l'attaque de Keselowski pour remporter finalement sa première victoire de la saison, la seconde sur le circuit de Richmond.
Course 10 : GEICO 500
- 14 changements de leader
- 8 drapeaux jaunes pendant un total de 33 tours
- 1 drapeau rouge (pendant 26 minutes et 51 secondes)
- Durée totale de la course : 3 h 29 min 16 s
- Vitesse moyenne : 234,432 km/h

C'est Ricky Stenhouse Jr. qui démarre en pole. Il mène les premiers tours mais va rétrograder à cause d'un débris sur la grille avant de sa voiture. Plusieurs pilotes vont mener en début de course : Denny Hamlin, Kyle Busch, Joey Logano, Brad Keselowski, et quelques autres. Kyle Larson va percuter assez tôt le mur. C'est Keselowski qui remporte le premier segment. Hamlin même la quasi-totalité du second segment et le remporte logiquement. Après avoir heurté le mur, Ryan Blaney provoque un accident impliquant beaucoup de voitures dont entre autres celles de Chase Elliott, A.J. Allmendinger, Logano, Kevin Harvick, Keselowski et Matt Kenseth. Le véhicule d'Elliott se retrouve sur le flanc tandis que celui d'Allmendinger termine sur le toit. Au redémarrage de la course, un pneu de la voiture Landon Cassill éclate et un drapeau jaune neutralise la course, le pilote ne parvenant pas à rentrer aux stands. Lors du redémarrage, Ryan Newman percute le mur, envoyant la course en prolongation. Lors des deux derniers tours, Ricky Stenhouse Jr. dépasse Kyle Busch et parvient à contenir Jamie McMurray pour remporter la première victoire de sa carrière. Il fait gagner son équipe, la Roush-Fenway Racing, pour la première fois depuis le Toyota/Save Mart 350 de 2014. Cette victoire est également la première de la voiture no 17 depuis l'Hollywood Casino 400 de 2012 remporté par Matt Kenseth.
Course 11 : Go Bowling 400
- 9 changements de leader
- 15 drapeaux jaunes pendant un total de 61 tours
- 1 drapeau rouge (pendant 27 minutes et 16 secondes)
- Durée totale de la course : 3 h 24 min 16 s
- Vitesse moyenne : 189,323 km/h

Ryan Blaney démarre pour la première fois de sa carrière en pole position. Après avoir mené il cède la première place à Kyle Busch et Martin Truex Jr.. C'est finalement Busch qui remporte le premier segment et Blaney le second. Landon Cassill, Erik Jones, Corey Lajoie, et Gray Gaulding ont tous des ennuis techniques. Ryan Newman casse son moteur. Paul Menard et AJ Allmendinger se percutent. Dans la dernière partie de la course, Joey Logano a un pneu qui éclate. Il touche le véhicule de Danica Patrick qui va violemment percuter le mur. Aric Almirola qui arrive derrière eux ne peut éviter la voiture de Logano qu'il percute aussi très violemment. Les trois voitures sont détruites. Aric Almirola reste bloqué dans sa voiture. Il en est extrait ét est transféré à l'hôpital où on décèle au dos, une fracture de compression de la cinquième vertèbre. Lors du dernier restart, Truex contient l'attaque de Brad Keselowski et remporte sa seconde victoire de la saison.
Exhibition : All-Star Race
Lors du Showdon c'est Clint Bowyer qui démarre en pole position et mène les 20 premiers tours du premier segment. Ryan Blaney fait de même pour le second segment et les deux pilotes sont donc qualifiés pour le All-Star race. Dans les stands, Landon Cassill ne change que deux roues pour se retrouver en pole au début du second segment. Cele ne fonctionnera pas car la bataille pour la victoire se joue entre Chase Elliott, Daniel Suárez et Erik Jones. Ce dernier tente de passer le alors qu'Elliot et Suárez sont côte-à-côte mais il doit empiéter dans l'herbe ce qui démolit une partie de l'avant de sa voiture, amenant un drapeau jaune. Lors du nouveau départ, Suárez se détache et gagne le troisième segment devant Elliot. Ce dernier se qualifie néanmoins pour la All-Star Race grâce au vote des supporters.
Kyle Larson démarre la All-Star race en pole position et remporte les deux premiers segments. Jimmie Johnson dépasse Clint Bowyer et reste en tête pour remporter le troisième segment. Les dix pilotes qualifiés pour le quatrième et dernier segment sont : Johnson, Larson, Kevin Harvick, Denny Hamlin, Kyle Busch, Brad Keselowski, Joey Logano, Jamie McMurray, Kurt Busch et Chase Elliott.
Keselowski ne rentre pas aux stands pour se retrouver en pole lors du nouveau départ. Il est rapidement dépassé par Kyle Busch lequel remporte sa première course au million de dollar en devançant Johnson et Larson. Il s'agissait de sa douzième participation à la All-Star Race.
Course 12 : Coca-Cola 600
- 10 changements de leader
- 9 drapeaux jaunes pendant un total de 53 tours
- 1 drapeau rouge (pendant 39 minutes et 56 secondes)
- Durée totale de la course : 4 h 19 min 22 s
- Vitesse moyenne : 223,377 km/h

Vu la longueur de la course (600 miles), la NASCAR décide que la course présentera trois segments au lieu des deux disputés lors des courses précédentes. C'est Kevin Harvick qui démarre en pole position mais Kyle Busch prend assez tôt la tête de la course. Jeffrey Earnhardt perd de l'huile sur le circuit forçant Chase Elliott à ralentir. Brad Keselowski qui le suit ne peut l'éviter et le percute à l'arrière. Kyle Busch mène la plupart des tours lors du premier segment qu'il remporte après avoir dépassé Martin Truex Jr.. Ce dernier prend le large au redémarrage mais Matt DiBenedetto va percuter le mur provoquant un nouveau drapeau jaune. Après un arrêt de la course à cause des orages, Truex remporte le second segment. Denny Hamlin reprendra la tête grâce à un bon passage aux stands et remporte le troisième segment. Jimmie Johnson qui se retrouve en tête de course rencontre des problèmes de consommation à deux tours de l'arrivée. Austin Dillon en profite pour remporter la première victoire de sa carrière en Cup Series, la première également pour la voiture no 3 depuis la victoire de Dale Earnhardt à Talladega en 2000.
Course 13 : AAA 400 Drive for Autism
- 9 changements de leader
- 15 drapeaux jaunes pendant un total de 72 tours
- 0 drapeau rouge
- Durée totale de la course : 3 h 52 min 6 s
- Vitesse moyenne : 168,909 km/h

Kyle Busch en pole position mène les premiers tours mais a des soucis lors des pit-stops. Kurt Busch perd le contrôle de sa voiture et va percuter celle de Brad Keselowski lequel doit abandonner pour une seconde course consécutive. Busch aura un second accident par la suite. La course est ensuite dominée par Kyle Larson (plus grand nombre de tour en tête) et Martin Truex Jr. mais c'est Truex qui remporte les deux premiers segments. Jimmie Johnson prend ensuite la tête de course mais va percuter le mur. Il peut néanmoins poursuivre la course. Lors d'un redémarrage après drapeau jaune, c'est Ty Dillon qui prend la tête devant Johnson. Dillon mènera plusieurs tours avant d'être dépassé par Kyle Larson. Celui-ci avait pratiquement course gagnée lorsque David Ragan percute le mur. En prolongation, Johnson reprend la tête devant Larson lorsqu'un nouveau drapeau jaune apparait. Le classement reste acquis. Johnson remporte sa troisième victoire de la saison, la 11e de sa carrière à Dover. Avec 83 victoires en carrière, il égale le nombre de victoires de Cale Yarborough.
Course 14 : Axalta presents the Pocono 400
- 9 changements de leader
- 4 drapeaux jaunes pendant un total de 18 tours
- 1 drapeau rouge (pendant 23 minutes et 25 secondes)
- Durée totale de la course : 2 h 48 min 40 s
- Vitesse moyenne : 228,997 km/h

Pour la seconde course consécutive, c'est Kyle Busch qui démarre en pole position. Busch et le rookie Erik Jones s'échangent la première place mais c'est Busch qui remporte le premier segment. Busch continue sur sa lancée mais c'est Kyle Larson qui gagne le second segnent. Jimmie Johnson et Jamie McMurray sont impliqués dans un accident en fin de second segment. Ils percutent tous deux violemment le mur et la voiture de McMurray prend feu. Avant de rentrer aux stands, c'est Busch qui mène alors la course mais c'est ensuite Brad Keselowski qui reprend la tête. Il semble aller tout droit vers la victoire lorsqu'une neutralisation est imposée par drapeau jaune juste avant un pit-stop. Busch et Keselowski ne rentrent pas aux stands et occupent les deux premières places lors du restart. Kyle Busch prend la tête mais est rejoint et finalement dépassé par Ryan Blaney. Celui-ci contient les attaques de Kevin Harvick et remporte la première victoire en Cup Series de sa carrière. C'est aussi la première victoire pour l'écurie Wood Brothers Racing depuis le Daytona 500 de 2011. La victoire de Ryan Blaney est la troisième première victoire en Cup series de la saison d'un pilote.
Course 15 : FireKeepers Casino 400
- 4 changements de leader
- 8 drapeaux jaunes pendant un total de 34 tours
- 0 drapeau rouge
- Durée totale de la course : 2 h 47 min 24 s
- Vitesse moyenne : 230,730 km/h

Kyle Larson démarre en pole position et mène jusqu'à ce qu'il ne se fasse dépasser par Martin Truex Jr. lequel remporte le premier segment. Larson reprend ensuite la tête de course mais la perd à nouveau au profit de Truex (grâce à un meilleur pit-stop) lequel remporte le second segment. Au cours de la dernière partie de la course, Clint Bowyer percute le mur à la suite d'une crevaison. C'est ensuite la voiture de Ryan Blaney qui crève un pneu, provoquant un léger accrochage entre les voitures de Darrell Wallace Jr. et de Daniel Suárez. La voiture de Suárez va ensuite percuter celle de Danica Patrick laquelle doit abandonner. Lors du redémarrage, Larson parvient à distancer Chase Elliott et remporte sa deuxième victoire de la saison.
Course 16 : Toyota/Save Mart 350 - Circuit routier -
- 10 changements de leader
- 6 drapeaux jaunes pendant un total de 12 tours
- 0 drapeau rouge
- Durée totale de la course : 2 h 46 min 52 s
- Vitesse moyenne : 126,671 km/h

Kyle Larson démarre la course en pole et mène la course lors des premiers tours de circuit. Dale Earnhardt Jr. perd le contrôle de sa voiture assez tôt et percute Danica Patrick ainsi que Larson. Martin Truex Jr. arrive à dépasser Chris Buescher et remporte le premier segment. Danica Patrick est à nouveau victime d'un accident et percute Ricky Stenhouse Jr. Jimmie Johnson prend la tête après le drapeau jaune et remporte le second segment. Dans la dernière partie de course, Daniel Suárez et Austin Dillon perdent le contrôle de leur voiture. Brad Keselowski se retrouve alors en tête mais doit la céder pour cause de ravitaillement. Truex commence alors à avoir des problèmes de moteur. Il tente de se battre pour la tête de course mais son moteur rend l'âme et il doit abandonner. Kevin Harvick prend alors la tête de la course avec une large avance. Il gère et gagne la course devant son coéquipier Clint Bowyer malgré un drapeau jaune sorti alors qu'il se trouve à deux virages de l'arrivée (Kasey Kahne ayant percuté violemment le mur). Harvick remporte sa première victoire sur le circuit routier de Sonoma et sa première victoire de la saison.
Course 17 : Coke Zero 500
- 16 changements de leader
- 14 drapeaux jaunes pendant un total de 41 tours
- 1 drapeau rouge pendant 0 h 8 min 41 s
- Durée totale de la course : 3 h 17 min 12 s
- Vitesse moyenne : 199,536 km/h

C'est Dale Earnhardt Jr. qui démarre en pole position pour sa toute dernière course sur le circuit de Daytona. Brad Keselowski mène la plupart des tours du premier segment qu'il remporte après avoir tenu tête à Earnhardt. Lors du second segment, c'est Denny Hamlin qui mène la plupart des tours. Earnhardt Jr. a une crevaison et se retrouve dernier, à deux tours de ses concurrents. Jeffrey Earnhardt perd le contrôle de sa voiture et doit abandonner. Un "Big One" survient éliminant Joey Logano, Kyle Busch, Austin Dillon et Martin Truex Jr. Matt Kenseth remporte le second segment. Sur le redémarrage, Chase Elliott percute la voiture de Trevor Bayne, accident qui élimine les deux pilotes. Ensuite, c'est Kevin Harvick qui perd le contrôle de sa voiture et percute celle de Earnhardt Jr. Ils doivent aussi abandonner la course. Lors du redémarrage, Keselowski percute le mur. Par la suite, ce sont Kyle Larson, Kurt Busch et Kenseth qui se retrouvent accidentés, entraînant l'arrêt momentané de la course (drapeau rouge). Au redémarrage, c'est Erik Jones qui, perdant le contrôle de sa voiture, va percuter celle de Denny Hamlin. La course va se jouer en prolongation. Sur le redémarrage, Ricky Stenhouse Jr. dépasse David Ragan tout en contenant Clint Bowyer. Il tient bon et remporte sa seconde victoire de la saison.
Course 18 : Quaker state 400
- 4 changements de leader
- 9 drapeaux jaunes pendant un total de 39 tours
- 0 drapeau rouge
- Durée totale de la course : 2 h 57 min 55 s
- Vitesse moyenne : 223,062 km/h

Kyle Busch démarre en pole. Busch même en début de course mais se fait dépasser par Martin Truex Jr. lequel remporte les segments 1 et 2. Brad Keselowski perd le contrôle de sa voiture et endommage celle de Jimmie Johnson. De son côté, Kasey Kahne s'accroche avec Trevor Bayne. Truex domine et mène la plupart de la course. Alors qu'il ne reste que deux tours, le moteur de la voiture de Kurt Busch explose et répand de l'huile sur le circuit. La course va en « overtime ». Lors du « restart », Martin Truex Jr. résiste à Kyle Larson et remporte sa troisième victoire de la saison même si un drapeau jaune est sorti après que Daniel Suárez, Matt Kenseth, et Austin Dillon ne se soient accrochés.
Course 19 : Overton's 301
- 6 changements de leader
- 7 drapeaux jaunes pendant un total de 34 tours
- 0 drapeau rouge
- Durée totale de la course : 3 h 0 min 36 s
- Vitesse moyenne : 170,269 km/h

Martin Truex Jr. est en pole position car le temps réalisé par Kyle Larson en qualification n'est pas validé puisque sa voiture ne s'est pas présente aux tests de contrôle après les qualifications. Un pneu de la voiture d'Erik Jones éclate et la voiture percute le mur extérieur en début de course. Truex Jr. remporte le segment 1. C'est ensuite Kyle Busch qui prend la tête et remporte le second segment. Joey Logano à des problèmes mécaniques et un pneu qui frotte sa carrosserie. il doit rentrer quelques tours au garage. Kyle Busch sera pénalisé à deux reprises vers la fin de la course (vitesse excessive dans la ligne des stands). Lors du dernier "restart", Denny Hamlin dépasse Matt Kenseth, lesquels n'avaient remplacé que deux pneus lors du dernier passage aux stands tandis que les autres leaders en avaient changé quatre. Hamlin résiste au retour de Kyle Larson. Il remporte sa première course de la saison. cette victoire est également la première de la saison pour son écurie la Joe Gibbs Racing.
Course 20 : Brantley Gilbert Big Machine Brickyard 400
- 7 changements de leader
- 14 drapeaux jaunes pendant un total de 55 tours
- 3 drapeau rouge pour une durée totale de 2 h 31 min 39 s
- Durée totale de la course : 3 h 39 min 0 s
- Vitesse moyenne : 184,083 km/h

Kyle Busch démarre en pole position et mène tout le début du premier segment. On note l'accident de Corey LaJoie qui percute seul le mur extérieur ainsi que le moteur explosé de Chase Elliott avant que la course ne soit arrêtée à cause de grosses averses. La course reprend et c'est toujours Kyle Busch qui se trouve devant et qui remporte le premier segment. Il fait de même pour le deuxième segment qu'il remporte après un premier accident entre les trois voitures de David Ragan, Jeffrey Earnhardt et J.J. Yeley et un second impliquant celle de Dale Earnhardt Jr.. Sur le "restart" après un accident impliquant le seul Ricky Stenhouse Jr., Kyle Busch et Martin Truex Jr. s'accrochent et doivent abandonner. Kyle Busch perd ainsi l'occasion de remporter trois Brickyard 400 consécutifs. Matt Kenseth prend la tête jusqu'à un passage aux stands sous drapeau vert. Brad Keselowski et Jimmie Johnson restent sur le circuit espérant un drapeau jaune par la suite. Il reste 10 tours à parcourir lorsque Clint Bowyer et Kurt Busch s'accrochent et percutent ensuite Erik Jones et Jamie McMurray. Sur le "restart", Kyle Larson percute le mur extérieur et sa voiture prend feu. Sur le "restart" suivant, c'est Jimmie Johnson qui glisse dans l'intérieur d'un virage et va percuter le mur. Il y aura encore deux autres accidents qui élimineront entre autres Ryan Blaney, Trevor Bayne, Michael McDowell et Aric Almirola. Sur le dernier "restart" en "overtime", Kasey Kahne dépasse Keselowski. Un dernier accident survient mais le drapeau jaune est indiqué après qu'il a franchi la ligne d'"overtime". Kasey Kahne remporte ainsi sa première victoire de la saison, sa dernière victoire en Cup Series remontant au 1er août 2014.
Course 21 : Overton's 400
- 9 changements de leader
- 5 drapeaux jaunes pendant un total de 21 tours
- 0 drapeau rouge
- Durée totale de la course : 2 h 50 min 7 s
- Vitesse moyenne : 227,046 km/h

Course 22 : I Love New York 355 at The Glen
- 6 changements de leader
- 3 drapeaux jaunes pendant un total de 8 tours
- 0 drapeau rouge
- Durée totale de la course : 2 h 7 min 3 s
- Vitesse moyenne : 167,584 km/h

Course 23 : Pure Michigan 400
- 7 changements de leader
- 5 drapeaux jaunes pendant un total de 28 tours
- 1 drapeau rouge pour une durée totale de 0 h 5 min 39 s
- Durée totale de la course : 2 h 40 min 38 s
- Vitesse moyenne : 242,855 km/h

Course 24 : Bass Pro Shops NRA Night Race
- 6 changements de leader
- 8 drapeaux jaunes pendant un total de 53 tours
- 0 drapeau rouge
- Durée totale de la course : 2 h 46 min 37 s
- Vitesse moyenne : 154,447 km/h

Course 25 : Bojangles' Southern 500
- 8 changements de leader
- 8 drapeaux jaunes pendant un total de 38 tours
- 0 drapeau rouge
- Durée totale de la course : 3 h 46 min 34 s
- Vitesse moyenne : 213,658 km/h

Course 26 : Federated Auto Parts 400
- 7 changements de leader
- 7 drapeaux jaunes pendant un total de 38 tours
- 0 drapeau rouge
- Durée totale de la course : 3 h 2 min 52 s
- Vitesse moyenne : 256,557 km/h

### Rapports de course des playoffs
Course 1 : Tales of the Turtles 400
- 7 changements de leaders
- 4 drapeaux jaunes pendant un total de 21 tours
- 0 drapeau rouge
- Durée totale de la course : 2 h 45 min 16 s
- Vitesse moyenne : 234,000 km/h

Course 2 : ISM Connect 300
- 3 changements de leaders
- 6 drapeaux jaunes pendant un total de 32 tours
- 1 drapeau rouge pendant 13 minutes et 1 seconde
- Durée totale de la course : 2 h 54 min 47 s
- Vitesse moyenne : 175,351 km/h

Course 3 : Apache Warrior 400
- 6 changements de leaders
- 4 drapeaux jaunes pendant un total de 24 tours
- 1 drapeau rouge pendant 15 minutes et 9 secondes
- Durée totale de la course : 3 h 5 min 48 s
- Vitesse moyenne : 207,881 km/h

Course 4 : Bank of America 500
- 8 changements de leaders
- 10 drapeaux jaunes pendant un total de 44 tours
- 0 drapeau rouge
- Durée totale de la course : 3 h 38 min 0 s
- Vitesse moyenne : 223,905 km/h

Course 5 : Alabama 500
- 16 changements de leaders
- 11 drapeaux jaunes pendant un total de 47 tours
- 3 drapeau rouge pendant 35 minutes et 30 secondes
- Durée totale de la course : 3 h 47 min 52 s
- Vitesse moyenne : 211,914 km/h

Course 6 : Hollywood Casino 400
- 7 changements de leaders
- 10 drapeaux jaunes pendant un total de 49 tours
- 1 drapeau rouge pendant 10 minutes et 10 secondes
- Durée totale de la course : 3 h 11 min 57 s
- Vitesse moyenne : 201,472 km/h

Course 7 : First Data 500
- 6 changements de leaders
- 11 drapeaux jaunes pendant un total de 74 tours
- 0 drapeau rouge
- Durée totale de la course : 3 h 32 min 47 s
- Vitesse moyenne : 120,543 km/h

Joey Logano débute en pole position et mène facilement le début de course. C'est néanmoins Brad Keselowski qui remporte le premier segment ainsi que le second après avoir bataillé avec Kyle Busch. Kyle Larson percute le mur et abandonne pour sa seconde course consécutive. Vers la fin de course, Logano perd le contrôle de sa voiture à la suite d'une crevaison. Lors du restart, Keselowski se fait surprendre et permet à Elliott de mener. Alors qu'il allait remporter sa première victoire, il est poussé par Denny Hamlin. La course va en prolongation sans Elliot. Hamlin touche à nouveau une voiture et cause un gros carambolage derrière Kyle Busch lequel remporte sa 5e victoire de la saison devant Martin Truex Jr.. C'est aussi sa seconde victoire à Martinsville qui le qualifie pour sa troisième finale consécutive de championnat.
Course 8 : AAA Texas 500
- 13 changements de leaders
- 8 drapeaux jaunes pendant un total de 40 tours
- 1 drapeau rouge pendant 10 minutes et 29 secondes
- Durée totale de la course : 3 h 29 min 52 s
- Vitesse moyenne : 230,513 km/h

Kurt Busch grâce à un nouveau record du circuit obtient la pole. Kyle Busch et Brad Keselowski entrent en contact tôt dans la course. La voiture de Keselowski a un pneu sectionné et celle de Busch présente des dommages à la carrosserie. C'est Kevin Harvick qui gagne le 1er segment. Kyle Larson domine le second qu'il remporte. Dans la dernière partie de course, Daniel Suarez doit abandonner après un contact avec la voiture de Kasey Kahne. Tout allait bien pour Dale Earnhardt, Jr. jusqu'à ce qu'il casse un moyeu et ne rentre définitivement au garage. Larson percute ensuite violemment le mur causant un drapeau rouge. Sur le restart, Martin Truex Jr. prend la tête devant Hamlin. Sa voiture va moins bien rouler par la suite. C'est Kevin Harvick qui prend le commandement, menant les neuf derniers tours. Il remporte sa seconde victoire de la saison, sa première au Texas. Il décroche sa qualification pour la finale du championnat.
Course 9 : Can-Am 500
- 5 changements de leaders
- 7 drapeaux jaunes pendant un total de 41 tours
- 1 drapeau rouge pendant 5 minutes et 3 secondes
- Durée totale de la course : 2 h 57 min 23 s
- Vitesse moyenne : 169,841 km/h

Ryan Blaney débute en pole. Kyle Larson parvient à dépasser Blaney pour remporter le 1er segment mais des problèmes moteur le forcent ensuite à abandonner pour la quatrième course consécutive. Jimmie Johnson explose un pneu ce qui cause de gros dégâts à sa voiture le forçant également à abandonner. Denny Hamlin prend ensuite la tête de la course et remporte le 2e segment. Malgré un problème dans la ligne des stands, il parvient à conserver la tête de course. Il subit ensuite une crevaison ce qui l'envoie dans le mur pour ensuite toucher Chase Elliott. Celui-ci parvient néanmoins à prendre la tête lors des derniers tours mais se fait finalement dépasser par Matt Kenseth lequel remporte sa première victoire de la saison, la seconde à Phoenix. C'est Brad Keselowski qui obtient la quatrième place de finaliste, éliminant de la course au titre, Denny Hamlin, Ryan Blaney, Chase Elliott et Jimmie Johnson.
Course 10 : Ford EcoBoost 400
- 4 changements de leaders
- 5 drapeaux jaunes pendant un total de 26 tours
- 0 drapeau rouge
- Durée totale de la course : 3 h 2 min 11 s
- Vitesse moyenne : 212,272 km/h

Denny Hamlin débute en pole. Kyle Larson domine le début de course, menant la plupart des tours et remportant les segments 1 et 2. Joey Gase (en) heurte le mur et Danica Patrick, pour sa dernière course à temps plein en Cup Series, doit abandonner à la suite d'un accrochage avec Kasey Kahne.
Martin Truex Jr. domine la deuxième partie de course et arrive à contenir Kyle Busch. Il remporte sa 8e victoire de la saison mais surtout son premier titre de champion de NASCAR Cup Series. Dale Earnhardt Jr., pour sa dernière course de Cup Series, termine 21e.